# Георг Соега
Георг Соега (також Цоега або Зоега, нім. Georg Zoëga, у данській вимові Йорген Соега, дан. Jørgen Zoëga; 20 грудня 1755 — 10 лютого 1809) — данський археолог і нумізмат, дослідник коптської писемності; один із піонерів єгиптології, друг і консультант Бертеля Торвальдсена. Кузенами Соеги були ботанік Йоган Соега, учень Ліннея, і дипломат Георг Ніколаус Ніссен — другий чоловік Констанції Моцарт.
Походив із родини священників, його предки переїхали до Південної Данії з Північної Італії у XVI столітті. Рідною мовою Георга Соеги була німецька, свої твори він публікував латинською та італійською мовами. Навчався в університетах Геттінгена і Лейпцига, мав заступництво міністра Ове Гег-Гульдберга, якийсь час навчався у австрійського нумізмата Йоганна Еккеля. Після 1783 року Соега жив у Римі, де перейшов у католицтво; його головним покровителем став кардинал Борджіа. Від 1790 року — член Данської королівської академії образотворчих мистецтв. 1798 року призначений данським генеральним консулом у Римі. 1802 року обраний професором та бібліотекарем університету Кіля, але фактично ніколи не обіймав цих посад. Іноземний член Баварської та Прусської академій наук (1806, в останню обраний одночасно з Гете). За два тижні до смерті був обраний кавалером реформованого ордена Данеброг.
Як учений, Георг Соега прагнув поєднати стилістичний аналіз Вінкельмана з філологічним підходом, спробував побудувати типологію єгипетського мистецтва. У дусі антикварної школи він склав компендіуми, що описують єгипетські обеліски, александрійські імператорські монети та барельєфи римської доби. Соега став одним із перших вчених, які займалися розшифровкою єгипетських ієрогліфів на основі коптської філології. Йому вдалося визначити, що імена фараонів у текстах оточено рамкою (картушем) і можуть бути записані фонетично, цілком правильно вважав Розетський камінь важливим для остаточного дешифрування єгипетського письма. Як коптолог, Соега виявився першовідкривачем літературних та проповідницьких текстів патріарха Шенуте та вперше опублікував їх. Також його вважають одним із засновників сучасної наукової археології. Не займаючись викладанням, він став учителем Фрідріха Велькера, який видав у своєму перекладі німецькою мовою деякі доповіді та короткі статті Соеги. 1910 року вченому встановлено памятник у Копенгагені. У 1967—2013 роках було опубліковано корпус листування Соеги в шести томах. 2013 року в Римі та Болоньї відбулася міжнародна конференція пам'яті вченого, на якій на сучасному науковому рівні переглянуто його досягнення як історика мистецтва та єгиптолога.

## Життєпис

### Походження. Ранні роки (1755—1773)

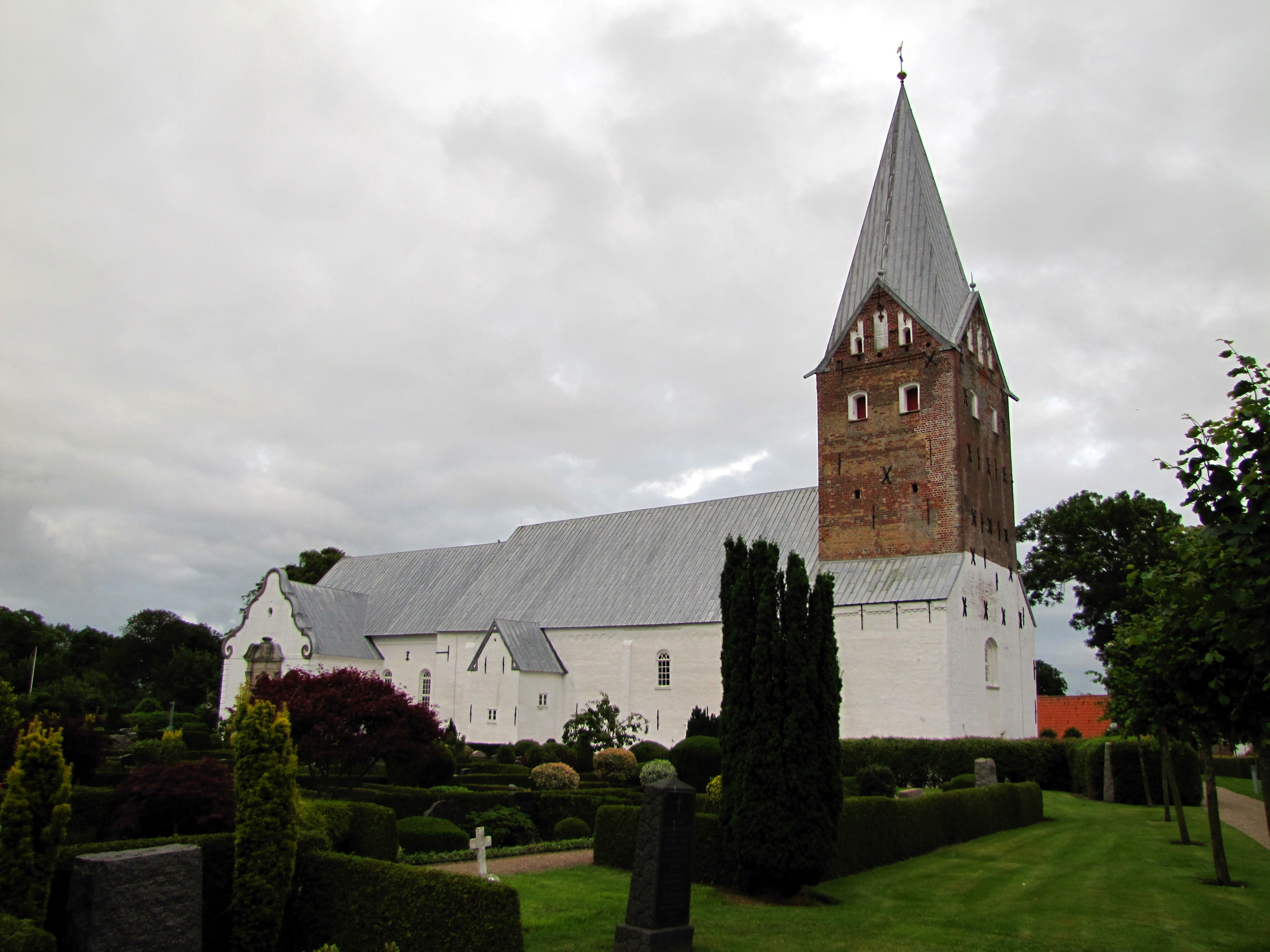
Церква Мегельтеннера — малої батьківщини Георга Соеги. Світлина 2012 року

Прізвище «Соега» — італійського походження, за назвою острова венеційської лагуни Джудекка (на місцевому діалекті Zuecca). Один із предків ученого Маттео Дзуека наприкінці XVI століття володів маєтком у Вероні і після вбивства суперника на дуелі втік до Німеччини, перейшов у лютеранство та служив дворецьким у Мекленбурзі. Через віровідступництво на нього не поширювалася папська амністія, а маєток продано з молотка; портрет Маттео піддано в Римі аутодафе. Діти Матіаса Соеги, як він став називатися, стали лютеранськими священиками в Шлезвізі, а потім понад сто років представники династії служили в Південній Ютландії, у Вілструпі. Прямим нащадком Матіаса був Вілхад Крістіан Соега (1721—1790) — батько Георга. Брат Вілхада Йорген жив у Копенгагені і дослужився до члена Таємної ради та скарбника, а інший брат — Матіас — служив настоятелем у спадковій парафії. Син сестри Анни Елізабет Соега, яка стала дружиною бакалійника з Гадерслева, — Георг Ніколаус Ніссен — у майбутньому став другим чоловіком Констанції Моцарт. Син брата — Йоган Соега — прославився як ботанік, учень Ліннея. Дружина Вілхада Генрієтта була дочкою канцлера Отто Фредріка Клаусена, який керував маєтками Скаккенборг і Трейборг у приєднаних територіях Шлезвіга. У роді Клаусенів також були священники, деякі з яких навчалися в німецьких університетах. У 14-річному віці Вілхада відправили на навчання до Німеччини, він закінчив гімназію в Плені та Єнський університет, повернувся до Данії за сім років.
Йорген (після від'їзду з Данії його називали на німецький манер «Георг») був первістком Вілхада Крістіана Соеги та Генрієти Клаусен і з'явився на світ 20 грудня 1755 року. Назвали його на честь діда, який помер незадовго до народження онука. Батько служив у Південній Данії в парафії Далер комуни Тендер, пізніше його переведено в Мьогельтендер. Мати померла, коли Йоргену було вісім років; він мав два брати (Ханса і Карла-Лудольфа) та дві сестри. Одна з них — Ульріка Августа — страждала на параліч від наслідків родової травми, що стимулювало дуже ранній інтелектуальний розвиток. Доходи священика дозволяли наймати домашніх учителів, які перебували під суворим наглядом батьків. Відзначивши здібності Георга, Вілхад запросив для його навчання свого брата Матіаса, священика з Вілструпа, той виявився хорошим педагогом. Пізніше вчений писав, що рано усвідомив, що до нього та його братів і сестер ставилися різні вимоги. У листуванні батька стверджувалося, що 10-річний Йорген дуже любив навчатися та подавав великі надії. Особливу увагу приділяли іноземним мовам, при цьому музика та малювання були заборонені. Судячи з любові Соеги до поезії Клопштока, а також за фактом, що листування з домашніми велося німецькою, ця мова була для Георга першою, і нею ж він отримував початкову освіту. Він, без сумніву, добре володів і данською мовою. На Великдень 1772 року Соега вступив до гімназії Альтони, опікунську раду якої очолював Георг Людвіг Алеман. 16-річний Йорген продемонстрував чудове володіння грецькою та англійською мовами, декламував та розбирав епос Гомера та британських поетів. У гімназії він створив перекладацький гурток і ретельно займався риторикою; згодом Алеман писав йому, що в гімназії Георг був «потворою», але прославив свій навчальний заклад. Навесні 1773 року він успішно склав випускні іспити і був рекомендований у Геттінгенський університет. Прощальна промова Георга перед учителями була короткою, але логічно збудованою. Він був незадоволений нав'язаною йому темою про суддівство та законодавство, воліючи вибирати предмет міркувань самому.

### Університетські роки (1773—1777)

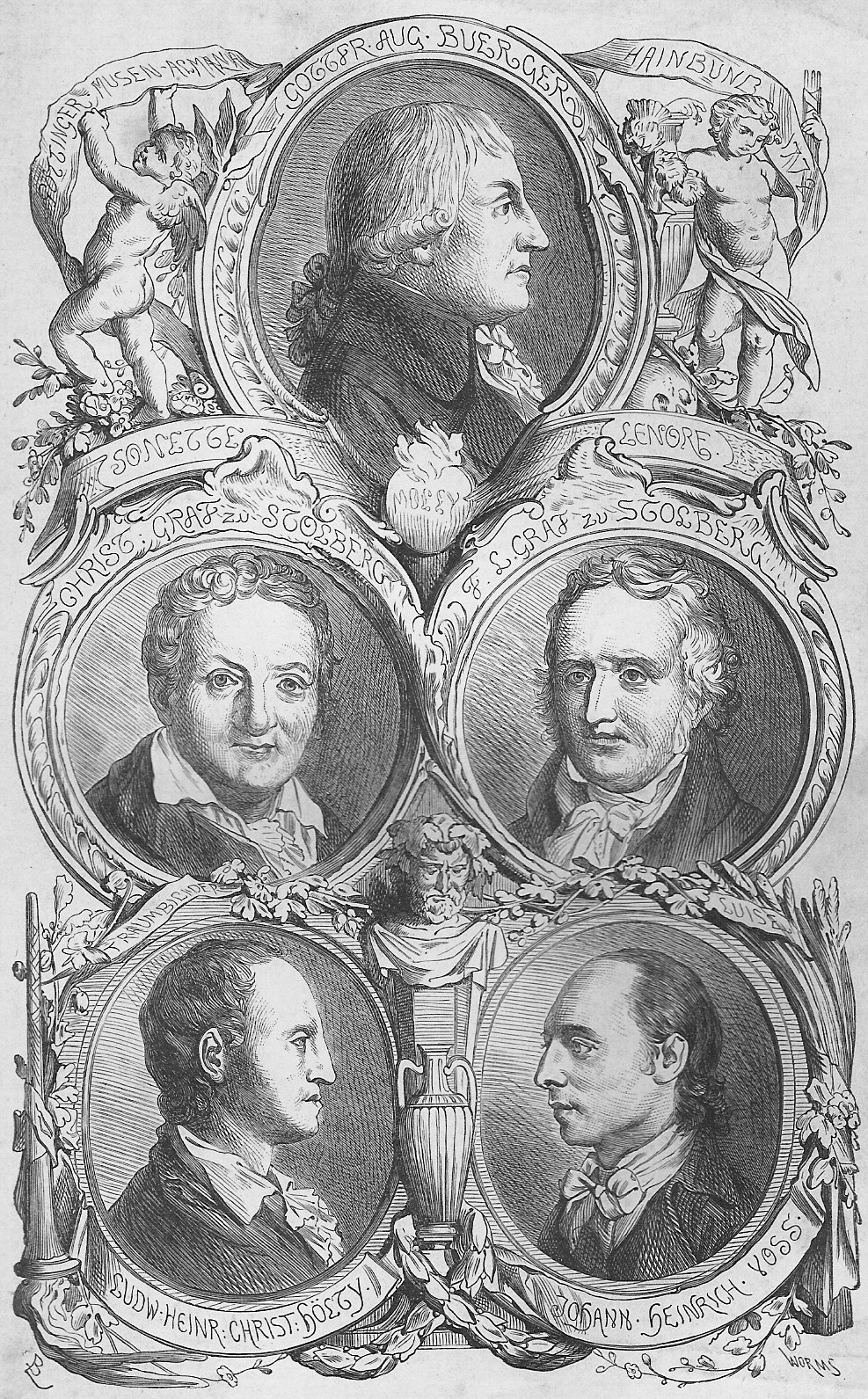
Засновники «Геттінгенського гаю» (видання Illustrierte Literaturgeschichte 1880 року)

Георг Соега опинився в Геттінгені в період розквіту університету, який сприймався насамперед як царство чистої науки, а не лише як заклад, що випускає чиновників та священиків. Завдяки тісному зв'язку з Англією університет щедро фінансувався, і в ньому була величезна бібліотека. Після призначення 1763 року професором Християна Готлоба Гейне в Геттінгені почалося зростання історичних і філософських дисциплін, яке привело до створення сучасної класичної філології та археології як академічних дисциплін. Власне, Соезі довелося обирати між Лейпцизьким та Геттінгенським університетами: на вступі до першого наполягав батько, до вибору другого спонукав шкільний наставник Георг Алеман. Георг Соега навчався в Геттінгені три роки; з цього періоду збереглося 14 листів, які дозволяють судити про його життєві обставини та духовну еволюцію. Батько, поступившись, надав достатню суму, щоб син міг вибирати навчальні дисципліни за своїм бажанням, і наполягав тільки на тверезій самооцінці і невпинному розвитку свого духу, не витрачаючи часу ні на що інше, зокрема й на підробітки.
У перший рік навчання Соега захопився курсами логіки, метафізики та практичної філософії Йоганна Федера. Через півтора року розробив для себе програму саморозвитку, з якою звернувся до професора історії Майнерса. Викладач повністю погодився з його ідеєю, що вивчення чистої філософії у відриві від філології та історії марно. Батько також схвалив результати першого року навчання. Не облишивши захоплення Клопштоком, Соега долучився до літературного клубу «Геттінгенський гай», головою якого був Йоганн Фосс. Члени товариства, крім того, що пропагували поезію Клопштока (і засуджували Віланда), самі створювали та обговорювали поетичні твори, перекладали античних класиків та практикували язичницькі ритуали, епатуючи бюргерів. Наприклад, вони водили хороводи біля старого дуба, влаштовували пиятики, одягнувшись у звірині шкури і робили жертвопринесення Одінові та Клопштоку. Особливо довірчі стосунки у Соеги склалися з учасником «Гаю» Крістіаном Есмархом, що походив із Шлезвіга і згодом був тісно пов'язаним з Данією. Вони разом вивчали тексти Піндара та італійську мову, якій надавали перевагу перед французькою. Втім, уже за рік Есмарх переїхав до Копенгагена; це віддалило Соегу від «Гаю». У Геттінгені він особливо сильно позиціював себе як данця і шукав у бібліотеці праці з історії своєї батьківщини.
У зимовий семестр 1774—1775 років Соега остаточно вирішив присвятити себе історії. Його допущено на семінар Гейне з грецької старовини, який він називав «найкращою школою у своєму житті». Курс з римської античності він відвідував протягом лише чотирьох тижнів; на заняттях ніколи не конспектував, але міг вступити з професором у дискусію, яку той завжди схвалював та підтримував. На семінарах розбирали громадянську історію Стародавніх Афін, інститути народоправ'я та їх трансформацію. Далі переходили до античної релігії, військового мистецтва та структур повсякденності, включно з домашніми звичаями, іграми та святкуваннями. У літній семестр 1775 року Гейне вів семінар з «Одіссеї», одночасно Соега відкрив собі праці Вінкельманна і морфологічний метод. В останній геттінгенський семестр він прослухав курси зі статистики, дипломатії, політики та новітньої історії, а також проштудіював щойно опублікований «Досвід словника данських, норвезьких та ісландських письменників та їх творів» Єнса Ворма.
Біограф Соеги Адольф Йоргенсен стверджував, що якщо в Альтоні та Геттінгені вчений формувався виключно у світі книг, то під час літньої поїздки до Швейцарії та Італії, а також у зимовий семестр у Лейпцизькому університеті, він зумів співвіднести свої теоретичні знання з реальністю. Влітку 1776 Георг прибув до Цюриха, де його прийнято в будинку поета Соломона Ґесснера. Далі він попрямував до Риму, причому цієї частини подорожі не було в первісному плані (наступним пунктом був Відень), проте Соега зацікавився батьківщиною своїх предків і вирішив, що «може розвинути свою сприйнятливість до прекрасного», як він повідомляв батькові. Батько у посланні у відповідь повідомив точне ім'я Матіаса Соеги та його веронське походження, а також малюнок родового герба. У Римі Георг ніколи не виходив з дому без малювального приладдя, щоб посилити естетичну пам'ять і навчитися зображати індивідуальний погляд на красу.
З Риму Георг Соега вирушив у Нюрнберг, у якому затримався лише кілька днів. Лейпциг розчарував юнака, хоча батько наполягав, щоб син навчався у професора Йоганна Ернесті. Той виявився чванливим, не сприймав Георга всерйоз. За рівнем викладання та комплектування бібліотеки університет Лейпцига у всьому відставав від Геттінгена. Проте в місті данець відновив спілкування з бароном Вільгельмом Ведель-Ярлсбергом, з яким був знайомим ще за Геттінгеном, а також постійно писав Есмарху в Копенгаген. Весною 1777 року він повернувся додому в Мьогельтендер.

### Копенгаген— Відень— Париж— Рим (1777—1785)

#### Депресія
На думку А. Єргенсена, після повернення Георга з Німеччини його спіткала внутрішня криза, що розтягнулася на два роки. Він повернувся до батьківського будинку у «філософському настрої» (надалі меланхолія стане звичайним його душевним станом). У перший рік працював учителем і вихователем своєї сестри та молодших братів, середній з яких став священником, а наймолодший — управителем маєтку. Георг навчав їх французької та англійської мов і згодом багато років листувався з братами; сам він намагався писати ідилії, вірші та балади данською та англійською мовами, але врешті-решт поетом так і не став. Також він працював над філософською дисертацією про самогубство та посмертність (як випливає зі щоденника його батька), але частину сімейних паперів втрачено внаслідок пожежі, зокрема й рукопис дисертації. Вілганд Соега наполягав, щоб Георг подав заяву до одного з університетів, родичі пропонували Кільський. У жовтні 1777 року Соега-молодший морським шляхом вирушив до Копенгагена, куди прибув змучений морською хворобою. Його поселили в будинку чоловіка покійної тітки Анни в кімнаті двоюрідного брата Георга Ніколауса Ніссена. Сам Йонс Ніссен служив у поштовому відомстві, його друга дружина була покоївкою королеви Кароліни Матильди; непрямий стосунок він мав і до скинення Струензе. Попри депресію, Георг охоче ходив до університетської бібліотеки і став завсідником Італійської опери. Дуже проблематичним було його працевлаштування: отримати місце дворецького, як у одного з дядьків або Есмарха, було неможливо через відсутність вакансій, а проти місця вчителя (навіть приватного в сім'ї купця) заперечував батько, вважаючи його не надто гідним для талантів сина. Навесні 1778 року Георг відчував серцевий потяг до якоїсь панянки, ім'я якої не згадувалося в листуванні. Після різкого розриву з нею Соега тяжко захворів — мабуть, на нервовому ґрунті; він відчував огиду до свого існування, хоч і трохи оговтався до літа. Повернення до батьківського будинку в серпні Георг вважав принизливим для себе, а Вілганд писав у щоденнику, що син так само похмурий, як і в момент від'їзду до столиці.

#### Гранд-тур

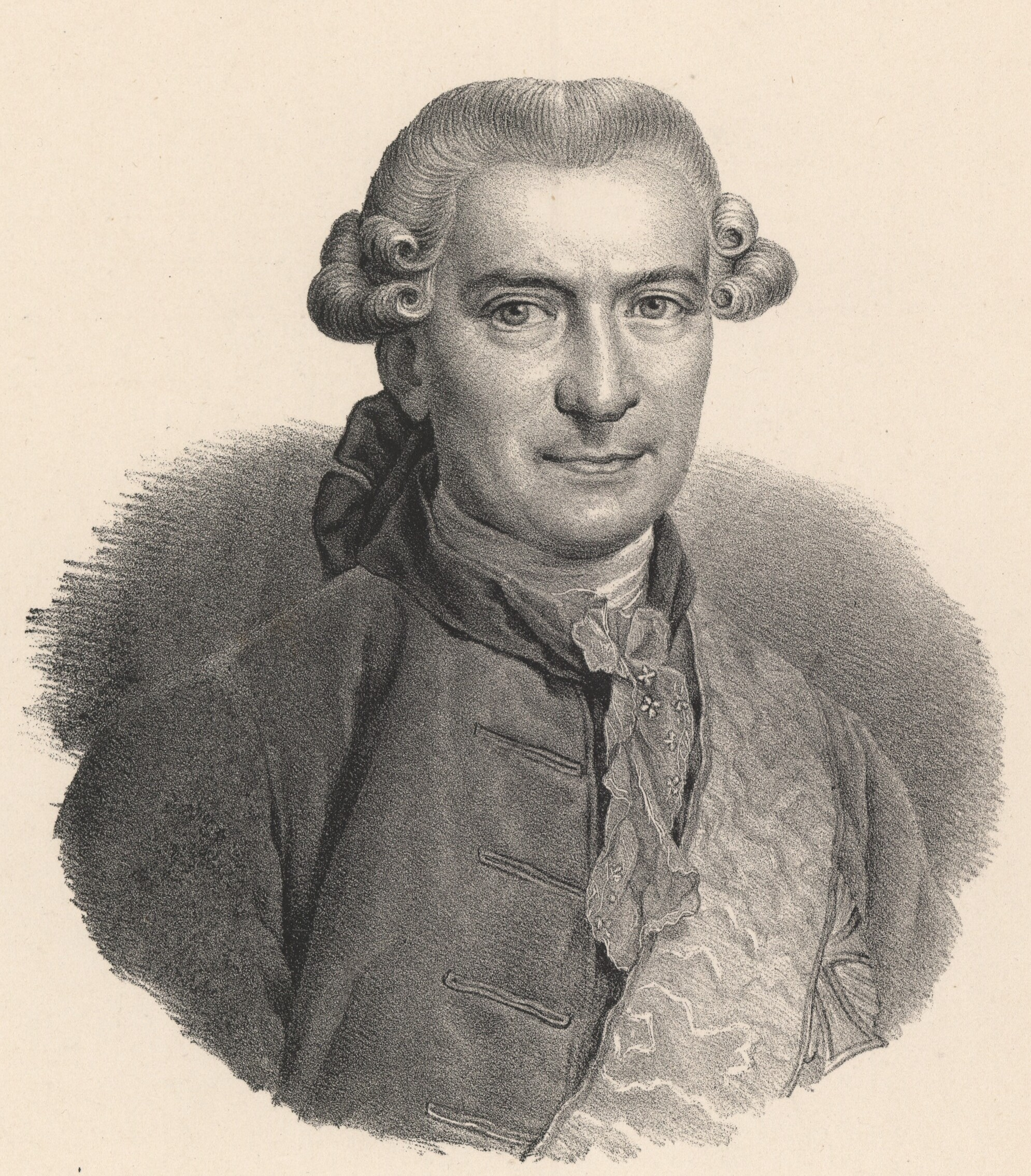
Міністр Уве Гульдберг

У жовтні 1778 Соегу найнято домашнім вчителем до 15-річного пасинка багатого поміщика Якоба Брьоггера в Кертемінді; передбачалося, що він мав підготувати того до вступу в університет і далі супроводжувати в закордонній подорожі. На цій посаді він протримався півроку, а листування з друзями (насамперед з Есмархом) демонструвало найсильніші перепади настрою. Господарі вважали Георга диваком, той скаржився на їхню бездуховність, хоч і вихваляв терпіння. У березні 1779 року Георга відкликано з провінції, оскільки 20-річний камергер Альбрехт Крістофер фон Гайнен шукав компаньйона на час гранд-туру, і всі одностайно рекомендували Соегу. На Вербну неділю (28 березня) Георг відплив з Оденсе і затримався в Копенгагені більш як на місяць; все листування і щоденник цього періоду велися виключно італійською мовою. Подорож почалася 1 червня, дорогою Соега встиг заїхати до батька. Маршрут проклали через Кіль і Гамбург до Гарца, далі через Вольфенбюттель і Геттінген. Перебування в університеті тривало вісім місяців: від 7 липня 1779 року до 5 березня 1780 року. Соега зауважив, що місто та університет змінилися за три минулі роки на краще. Він знову спілкувався з Гейне (професор прийняв учня дуже тепло) і більше не змінював предмета наукових розвідок, читав спогади про Вінкельмана і посилено студіював історію мистецтв. У листуванні багаторазово згадується читання естетичних праць Лессінга, Гердера і Гете, з яких перевага надавалася останньому. Подорож продовжилася в Регенсбурзі, де 26 березня Соега відсвяткував Великдень і нарікав у листах на «безпліддя» власного духу.
По Дунаю мандрівники прибули до Відня, щоденник перебування в якому Соега вів італійською мовою. Це був перший об'ємний літературний текст, що має зв'язний сюжет. Щоденник продовжено під час подорожі до Венеції та Комо, головним пунктом призначення був Рим. У Вічному місті Крістофер і Соега пробули від 27 червня по 30 жовтня, далі п'ять місяців зайняла поїздка до Неаполя (розкопки Помпей і Геркуланума залишили Георга байдужими, значно більше враження справили храми Пестума). Знову в Римі данці прожили від 29 березня до 23 травня 1781 року. На Різдво у щоденнику Соеги з'являється «Ескіз до досвіду з вивчення давнини» (дан. Skitse til et Forsøg over Studiet af Oldtiden). Далі компаньйони вирушили в Турин; очікувало дворічне перебування у Франції, Нідерландах і Англії, але різка зміна обставин на батьківщині призвели до припинення турне. 28 травня компаньйони розлучилися в Турині: Гайнен зразу ж вирушив до Данії, а Георг завернув у Геттінген (Гейне наполягав, що Соега мав займатися лише інтелектуальною діяльністю, і пропонував рекомендації) і повернувся до Копенгагена 23 липня 1781 року. За рекомендацією дядька його прийняв міністр Гульдберг і доручив розібрати нумізматичні колекції у палаці Фреденсборг — у майбутньому планувалося найпримітніші примірники гравірувати по міді, додавши науковий опис. Частково там містилися й зібрання Гульдберга. Загалом це зайняло 10 місяців, і це була перша успішна наукова робота Соеги. Він співпрацював зі скульптором Йоганнесом Відевельдтом, на естетичні погляди якого дуже вплинув Вінкельман. 1786 року він ілюстрував видання «Єгипетські і римські старожитності» з 27 таблицями, гравірованими по міді; це був опис особистої колекції Гульдберга.

#### Наукова подорож. Одруження

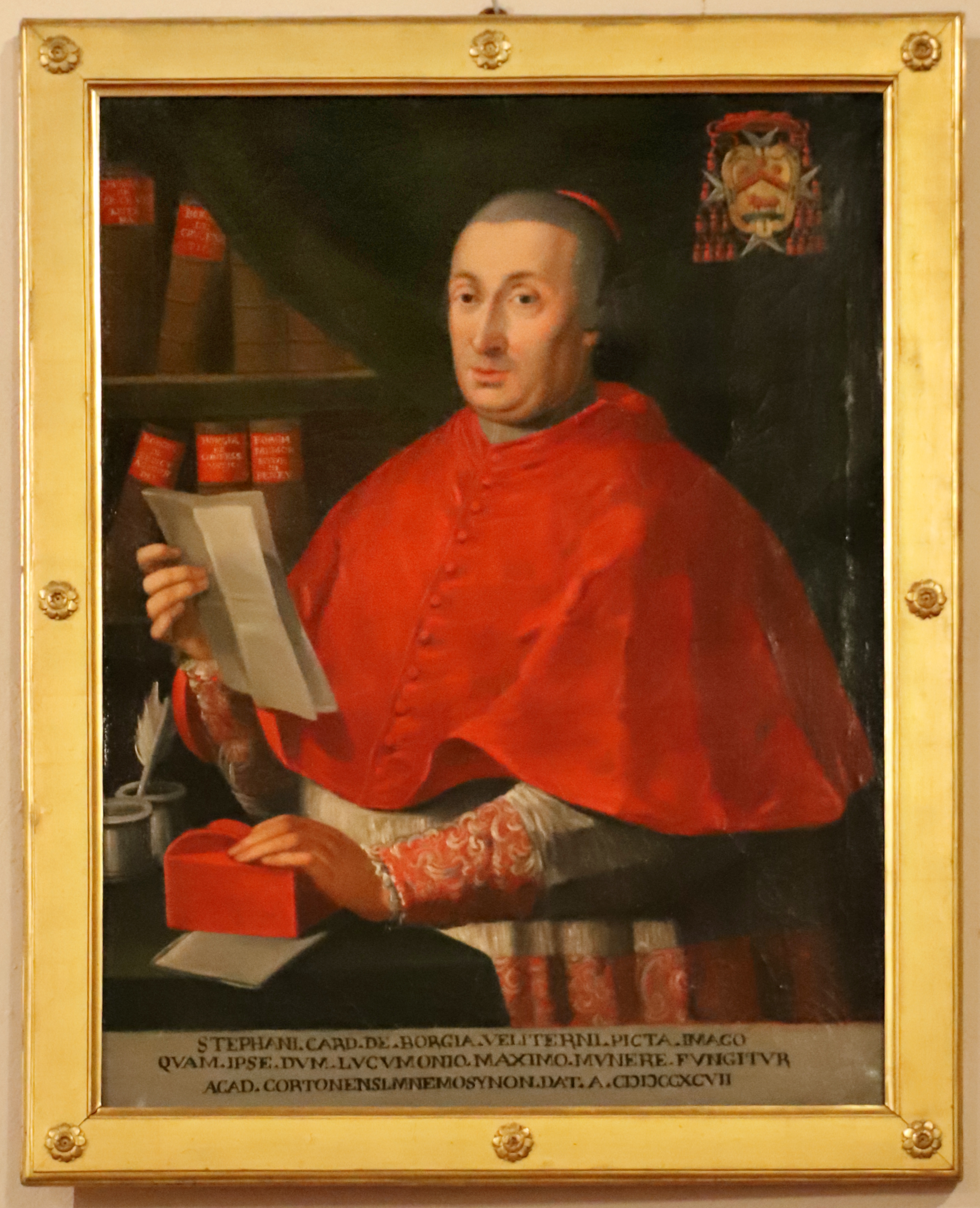
Портрет кардинала Стефано Борджіа 1797 року

У листах листопада 1781 Соега писав, що міністр Гульдберг став щирим шанувальником його талантів і вченості, рекомендувавши багатьом впливовим особам, включно з прем'єр-міністром Мольтке. Останній цікавився класичною старовиною і також оцінив обдарування Георга. Сам учений, завершивши роботу з монетами, читав Платона, причому в Копенгагені знайшлося лише зібрання його творів, видане 1534 року. 22 січня 1782 року Георг Соега подав на ім'я короля прохання про виплату стипендії для наукової подорожі; указ про це видано 20 квітня за поданням кабінету міністрів. Соега отримав звання Studiosum philologiæ et antiquitatum для вивчення давньої нумізматики, від 1 квітня терміном на два роки йому мали асигнуватися 600 риксдалерів. 11 травня 1782 Георга прийняв міністр Гульдберг і того ж дня він виїхав із Копенгагена.
Гульдберг склав для вченого інструкцію: Соега мав шість місяців працювати в античних зібраннях Відня, дев'ять місяців — Італії — і по трьох місяці у Франції та Німеччині. У Відень Георг прибув 5 липня, відвідавши дорогою нумізматичне зібрання Шметтау в Голштинії. Він мав порозумітися з абатом Еккелем — першим професійним університетським фахівцем з нумізматики. Рекомендації відразу відкрили Георгу доступ до колекцій, його допускали на лекції Еккеля для обраних і навіть його архіву. Соега цілком поринув у науку і майже ні з ким не спілкувався, крім учителя, данських дипломатів і папського нунція. Закінчивши планові роботи, 30 січня 1783 року Соега прибув до Рима. Тут протягом двох місяців він щодня поглиблено займався біблійною текстологією та кодикологією з професором Андреасом Бірком, якого знав ще за Геттінгеном. У перші ж дні в Римі Соега познайомився з двома людьми, які визначили його долю: кардиналом Стефано Борджіа та своєю майбутньою дружиною Марією Петруччолі. Доходи та дозвілля дозволили поїхати в Альбано, де надалі Соега знімав дачу на спекотний сезон; тут він познайомився з Кановою та Торвальдсеном.
Марія Петруччолі (1763—1807) була дочкою художника, в якого винаймав квартиру професор Бірк. На думку сучасників, вона була чудовою красунею, «першою в Римі». Лист біблеїсту від 5 квітня свідчить, що Георг почав зближення з «Маріуччею», але він мав супроводжувати барона Ведель-Ярлсберга до Неаполя, де той служив данським консулом. Соега поспішав, щоб отримати доступ до приватних зібрань італійської шляхти. Після повернення до Рима вчений прийняв найважливіше для себе рішення: у липні він перейшов у католицьку віру і 7 серпня 1783 року, у четвер, повінчався з Марією Петруччолі (шлюби не-католиків були заборонені в Папській державі). Після цього він міг залишити квартал іноземців і переїхав із дружиною до будинку на площі Санта-Марія Ротонда. Рішення про навернення було спонтанним, Георг навіть не попередив кардинала Борджіа. Дружина була готова їхати за ним у Данію, тоді як сам він, судячи з листування, був розчарований італійською господаркою і вважав, що їй далеко в побуті до данців. Одруження, на думку Соеги, не мало порушити плану його відрядження; більш того, він ділився з Есмархом планом повернутися в лоно лютеранства у Швейцарії і повінчатися з Марією повторно протестантським обрядом. Лист про це відправлено через два тижні після вінчання і написано данською мовою («я втомився від німецької мови та всього німецького»). Кузену він писав ще відвертіше, що питання віри його взагалі не цікавили, а натомість був вибір: «або зробити дівчину, яка в усіх відношеннях влаштовувала мене, назавжди нещасною, або підкоритися загальноприйнятій церемонії».
Кардинал Борджіа легко вмовив Соегу провести зиму в Римі, а далі відмовитися від данської стипендії і здійснити на його кошти подорож до Парижа. Кардинал запропонував також скласти для нього опис єгипетських монументів з особистої колекції, а далі була робота з розбору олександрійських монет римського часу, які не були систематизовані; їхні легенди були грецькою мовою. Складений анотований каталог включав понад 400 описів із ілюстраціями, гравірованими на міді; при цьому в силу низки обставин він побачив світ тільки 1787 року, ставши першою публікацією Соеги. Навесні 1784 Соега, залишивши дружину в Римі, через Флоренцію вирушив до Парижа, куди прибув 12 травня «у збудженому стані духу, але виснаженим фізично». Він зупинився в нунція князя Доріа, який домігся для Георга дозволу працювати з усіма колекціями Королівського кабінету медалей. У Парижі Соега отримав листа Гульдберга, який закликав його на батьківщину, гарантуючи доброзичливий прийом. Проте вчений вирішив повернутися до Рима, залишивши столицю Франції 19 червня; кардинал Борджіа ще більше перейнявся до свого клієнта, дізнавшись, що той перейшов у католицьку віру та одружений з італійкою. Відразу після прибуття до Рима Георг важко захворів; криза минула лише через чотири тижні, а одужання зайняло всю осінь. У жовтні подружжя жило в резиденції Борджіа у Веллетрі, де в Марії та Георга народилася дочка.
У Копенгагені тим часом вороги його сімейства поширювали чутки про віровідступництво Соеги; проте батько був спокійним, а Есмарх у посланні від 8 грудня рекомендував «вирішити непорозуміння». Кузен Георг 30 грудня виступав у Державній раді і домігся надання нової допомоги 600 риксдалерів, а далі довічної ренти 800 риксдалерів на рік та квартири від держави. Лист про це досяг Рима 11 січня 1785 року, тоді як напередодні Соега був удостоєний аудієнції в Папи Римського Пія VI і отримав пенсію 300 скуді на рік, що відповідає 1200 данським кронам. Кузену він написав, що здоров'я відтепер не дозволяє йому повернутися до Данії. Тільки до літа Георг підтвердив, що перейшов у католицьку віру, має дружину-італійку та дочку. 30 червня рішенням данського кабінету міністрів виплату пенсіону Соезі заморожено.

### Римський період. Творча активність

#### «Роки спокою» (1785—1797)

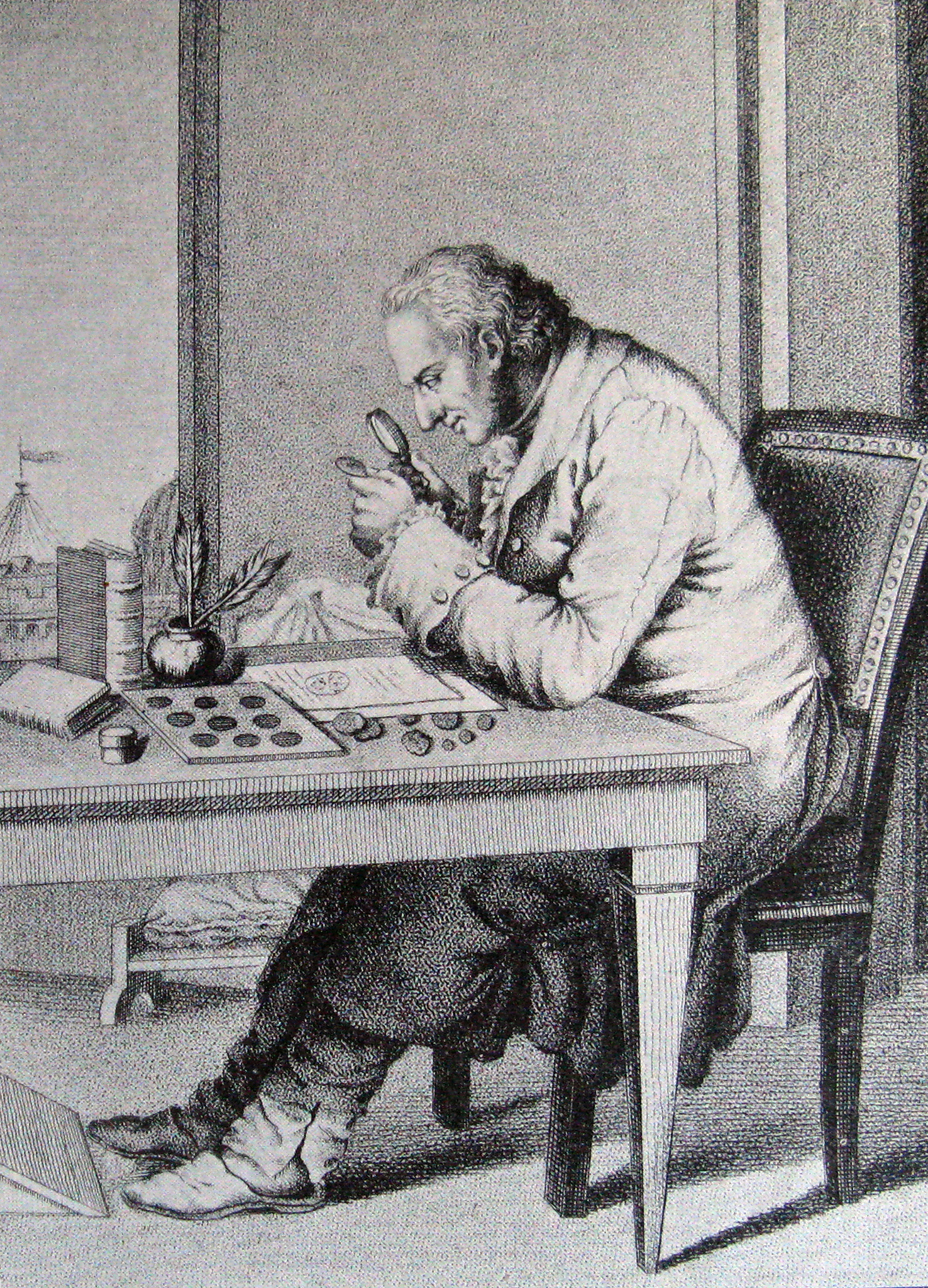
. Георг Соега за розбором нумізматичної колекції

Папський пенсіон Соезі надали «до зайняття посади, що відповідає йому». Кардинал Борджіа, який очолював Collegio di Propaganda fide, найняв данця перекладачем з нових європейських мов. Через два тижні, наприкінці 1785 року, Георг орендував будинок № 44 (Каса Томаті) на Страда Грегоріана на Монте Пінчо, в якому прожив 24 роки аж до своєї смерті. Будинок розташовувався навпроти Вілла Мальта неподалік руїн Форуму і церкви Санта-Марія-дель-Пополо, звідти відкривався краєвид Ватикану; на Пінчо на той час ще росли виноградники. Житло було не надто зручним: наприклад, у кабінеті вченого був відсутній камін або піч, що робило дуже скрутною роботу взимку та сприяло хворобам. Сім'я Соеги належала до приходу церкви Сант-Андреа-делле-Фратте. Після 1789 року він не залишав меж Риму, крім дачних поїздок до Альбано чи Веллетри. Отримання постійного доходу дозволило завершити роботу з єгипетськими обелісками, і відтоді так чи інакше всі публікації Соеги були пов'язані зі Стародавнім Єгиптом. У його біографії 24 римські роки діляться на два періоди: по 12 «спокійних» і «бурхливих» років.
Папська пенсія була невеликою для витрат Соеги, тому він постійно брав оплачувану роботу за своїм фахом. Борджіа окремо оплачував дослідження обелісків. Георг Соега служив гідом для знатних мандрівників, виконав замовлення англійського університету на колацію венеційського грецького рукопису Біблії. Соега відмовився від гонорару за свою книгу про римські монети з Єгипту, але навесні 1788 року Борджіа передав йому готовий тираж. Чистий дохід від книги, за підрахунками автора, становив 300 цехінів, що відповідало його річній пенсії. У Данії про нього теж не забували, і навесні того ж року він отримав листа від кузена Ніссена з обіцянками преференцій у майбутньому. Соега часто консультував данського консула Шланбуша, а спадковий принц Фредерік від 1788 року встановив йому щорічну пенсію 704 крони (220 риксдалерів). Принц вніс його кандидатуру в Данську королівську академію витончених мистецтв (22 лютого 1790), і на виборах 29 березня 1791 Соегу обрано її дійсним членом. Його вважали італійським агентом Академії, він мав щорічно звітувати про події в сучасних італійських державах, за що отримував стипендію 320 крон (100 риксдалерів). Попри високе становище та гарантований дохід, звичайні для Соеги похмурість і страх перед майбутнім ніколи його не залишали. 1790 року помер його батько, залишивши понад 70 000 риксдалерів спадщини, з яких на частку Соеги припало близько тринадцяти тисяч золотом. Судячи з наявних документів, він не став вкладати ці гроші у відсоткові папери і поступово їх проживав. Його дружина мала служницю, будинок був завжди відкритим, і численні італійські, німецькі та скандинавські друзі неодноразово згадували гостинність Марії Соега. Згодом служниця Соеги — Анна Марія Маньяні — стала дружиною професора Удена і коханкою Торвальдсена. Взимку 1796—1797 років у листуванні згадано незначні борги, які погасили його друзі, зокрема принц Еміль Августенборзький.
Сімейне життя Соеги не було щасливим. У Римі він підхопив малярію, від чого ледь не помер. За 23 роки шлюбу з Марією вона народила 11 дітей, з яких троє з'явилися на світ мертвими, п'ятеро померли в дитинстві, серед них троє синів, а до повноліття дожили троє: доньки Емілія та Лаура та син Фредрік Сальватор. У перші роки спільного життя Георг вихваляв м'якість характеру та терпіння Марії, які були повністю протилежні його похмурості, нетерпінню та вибуховому настрою. Крім того, Соега постійно мучився в Римі ностальгією за Данією, підживлюваною постійним прагненням співвітчизників повернути його на батьківщину. Згодом настало охолодження; Марія залишила дітей під опікою слуг і вела світський спосіб життя. В Італії на той час наявність у одруженої жінки кавалера не суперечила правилам моралі. У листуванні з Фрідерикою Брун та своїми братами Соега скаржився, що так і не зміг культурно адаптуватися в Італії, вважав римлян «легковажними та ненадійними». Крім кардинала Борджіа, він не мав друзів-італійців, які б серйозно ставилися до науки про давнину. У 1790-ті роки Соега дозволяв собі недвозначну критику католицького духовенства та папської цензури, які суперечили будь-якій вільній інтелектуальній діяльності.
1794 року виник план влаштувати Соегу професором Кільського університету з платнею 800 риксдалерів на рік; Кіль був ближчим до інтелектуальних центрів Європи і кращим за кліматом, ніж Копенгаген. Далі Георга планували на посаду Королівського данського антикварія, але на час Італійського походу Наполеона в цьому напрямку так нічого й не було зроблено.

#### «Бурхливі роки» (1797—1809)

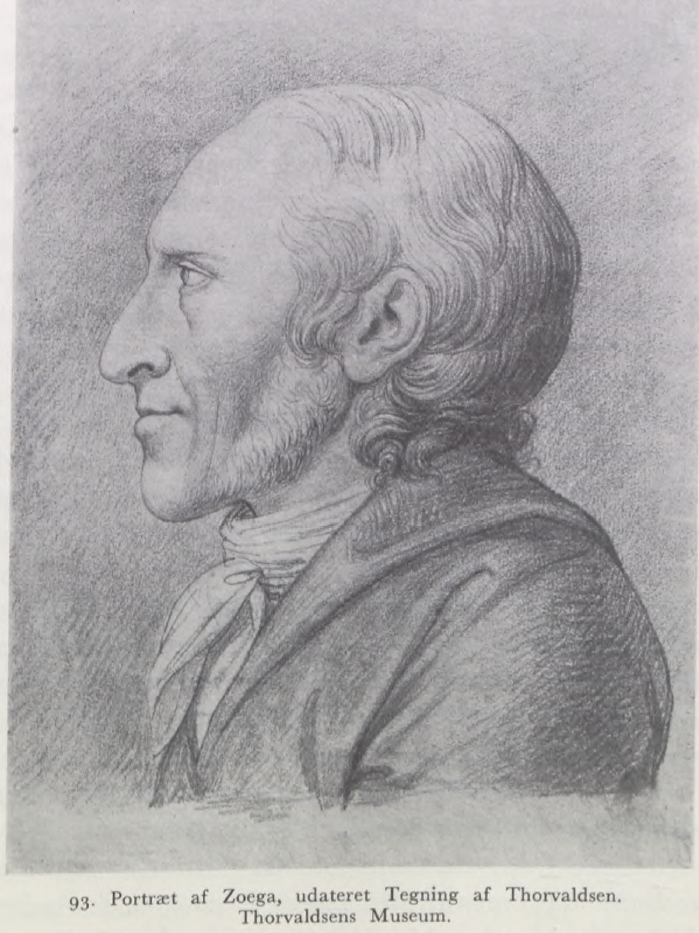
Бертель Торвальдсен. Графічний портрет Георга Соеги останніх років життя. Не датований. Музей Торвальдсена

Сильним потрясінням для Соеги став Толентинський мир 19 лютого 1797 року, який санкціював вивезення творів мистецтва з Папської області у Францію. До колекції Лувру надійшли 153 статуї, 219 рельєфів та бюстів, 145 ваз та фризів та безліч інших предметів. Через виплату контрибуції, зобов'язання папського казначейства щодо виплати платні та пенсій були урізані наполовину. У цей час у Римі перебували принц Еміль Августенборзький з дипломатом Едмундом Бурком, які користувалися послугами Соеги як гіда. Далі він служив чичероне для графа Равентлова, дружиною якого була сестра міністра фінансів Данії. Вони переконали вченого подати на королівське ім'я прохання про Високе заступництво, без уточнення обставин. Цей документ датовано 30 серпня 1797 року та зачитано в Державній раді 10 січня 1798 року. Вирішено надати Соезі посаду королівського консула в Римі з платнею 300 риксдалерів (960 крон), а з поваги до його наукових заслуг засновано щорічну пенсію 300 риксдалерів, яка далі перейшла до дочки, аж до її смерті. В указі про консульське призначення від 24 квітня платню Соезі піднято до 400 риксдалерів; старшинство встановлено від 17 лютого. У березні 1797 року за рекомендацією Фрідріха Мюнтера Соега познайомився зі скульптором Бертелем Торвальдсеном, який надалі стане одним із найближчих друзів ученого.
Після французького захоплення Риму взимку 1797—1798 років (спровокованого вбивством генерала Дюфо папськими гвардійцями) листуватися з рідними Соега став італійською мовою. Він описував створення Римської республіки 15 лютого 1798 року і висадження на Капітолії «Дерева свободи». Ймовірно, його захопили революційні настрої, і він гордо писав, що став справжнім римським громадянином. Його обрано до новоствореного «Instituto nazionale» за секцією історії та антикваріату (у списку він значився як Giorgio Zoega), в якому став єдиним «ультрамонтанцем» із сорока його членів. Згодом йому довелося давати пояснення данському уряду, оскільки інавгураційна клятва включала прокляття тиранії та монархії. Соега брав активну участь у роботі Інституту, читав доповіді про античну міфологію та інтерпретацію античних барельєфів. Однак 8 березня 1798 його головного покровителя кардинала Борджіа заарештували, вислали в Падую, а його майно конфіскували. Соега, користуючись становищем консула, запросив йому данську пенсію як «гідному чоловікові, багаторічному покровителю данців у Римі». Королівською постановою від 29 серпня 1798 року кардинал отримував одноразову субсидію 200 риксдалерів та пенсіон 800 риксдалерів на рік. Внаслідок цього, після захоплення Риму неаполітанцями, данського консула 18 жовтня люб'язно прийняла нова влада, а далі він постійно писав до данського Міністерства закордонних справ, з науковою докладністю складаючи політичні та комерційні звіти, аналізуючи курси валют тощо. У 1801—1802 роках Соега домігся заснування двох віце-консульств у Анконі й Чивітавек'ї, окремих для Данії та Норвегії, що перебувала під владою данців.
Після настання XIX століття настрої Соеги змінилися. Він роздратовано писав, що не можна поєднати торгівлю та заняття старовиною. У цей час куратор Кільського університету Фредрік Ревентлов повернувся до проєкту повернути Георга на батьківщину, надавши йому доцентуру з класичної філології. Прохання королю подано 18 березня 1801; це збіглося з відновленням листування між Соегою та Есмархом, перерваного за сімнадцять років до цього. Указом 14 квітня 1802 року Соегу призначено професором археології та бібліотекарем Кільського університету зі сумарною платнею 1000 риксдалерів на рік (500 — професорство, 400 — у бібліотеці, 100 — компенсація від податкових відрахувань), а також одноразовою субсидією. Серед паперів Соеги збереглася лекція про грецьку міфологію німецькою мовою, безперечно призначена для університету. Однак у професора стався напад лихоманки, крім того, кардинал Борджіа та дружина Марія були різко проти переїзду. Уряд дозволив відкласти вступ на наступний рік, про що персонально клопотав Борджіа. І 1803 року Соега не залишив Рима, а 23 квітня 1804 подав прохання спадкоємному принцу про складання з себе професорської посади, обґрунтовуючи це слабкістю здоров'я, небажанням розлучення з дружиною і турботою про данських вчених у Римі. У відповідь 25 травня видано указ про закріплення за Соегою професорської платні в 500 риксдалерів, а рішенням короля від 24 серпня додано й платню бібліотекаря з побажанням «знайти в Римі користь для філологічної та археологічної науки». Тоді ж університету компенсовано витрати на платню Соезі; консульські обов'язки Соеги в Римі передано данському посланцю в Неаполі барону Шубарту та віце-консулу Анкони. Зберігся лист скульптора Торвальдсена Шубарту, в якому повідомлялася велика радість «нашого доброго та гідного Соеги» з цього приводу. В особистому листі до неназваного друга (початок листа не збереглося) Георг Соега стверджував, що королівське рішення було справжнім сюрпризом. Влітку його вразили захворювання очей і шлунка, а дружина постійно докоряла, що він мав одружитися з данкою. Депресія ще більше посилилася зі смертю кардинала Борджіа, що трапилася у Франції 23 листопада 1804 року на шляху до Риму з коронації Наполеона I, на яку того запросили. Обов'язки щодо Соеги продовжив виконувати племінник покійного, Камілло Борджіа, який був пов'язаним і з данською дипломатичною службою.
Саме в цей період Соега звернувся до коптології та зайнявся складанням каталогу єгипетських рукописів у зібраннях Борджіа. У січні 1807 року в Соеги розвинулося серцеве захворювання, посилене смертю дружини 6 лютого; 51-річний вдівець називав себе в листах «старим». Борджіа залучив вченого до роботи з Піранезі для випуску альбому з промалюнками римських рельєфів. 16 березня 1807 року з данцем уклали контракт на рік із платнею 5 скуді за кожен випуск гравюр із пояснювальним текстом. Це допомогло пережити депресію та активізувало вченого, який ділився радістю з усіма кореспондентами; він навіть відмовився провести літо з бароном Шубартом у Пізі. Загалом публікування тривало до смерті вченого, всього опубліковано 115 гравюр, остання без пояснювального тексту, який Соега не встиг написати. Однак випущені томи склали не більше дванадцятої частини того, що було задумано.
Депресія Соеги повернулася, коли він отримав звістки про відмову Данії від нейтралітету і англійське бомбардування Копенгагена; подробиці повідомив Торвальдсен, який щойно прибув до Рима. Однак у Вічному місті цензура не пропускала політичних газет та журналів, і античні студії поступово заспокоїли вченого, який залишився байдужим до наполеонівських завоювань. Війну четвертої коаліції взагалі не згадано в його листуванні, на що обурювались деякі німецькі друзі. Зиму 1808 року Георг ледве пережив: на Різдво у Римі були сильні холоди, хворіли діти. У листі від 28 грудня він з відчаєм вигукував, що «в блаженному невіданні … не усвідомлював, що вивчення старожитностей — лише рід розваги, можливо, марна трата часу».

#### Смерть та спадщина
Хвороба загострилася 1809 року, від 1 лютого Георг уже не вставав із ліжка. Попри зусилля доктора Лупі, який жив у його будинку та цілодобово стежив за хворим, стан не покращувався. Постійним доглядальником данця став Торвальдсен, який фіксував останні дні Соеги в щоденнику, багато допомагали також художники Валь та Лунд. За два тижні до смерті вченого взяли в членство Ордену Данеброг на загальних зборах лицарів. Вмираючого соборували парафіяльний священник і чернець-капуцин. Свою останню годину Соега зустрів цілком притомним і тихо помер на світанку 10 лютого, у п'ятницю перед Великим постом. Торвальдсен зняв посмертну маску, за якою створив профільний малюнок, вперше вміщений у другий том видання барельєфів. Тіло було виставлене в церкві Сант-Андреа-делле-Фратте і після меси поховане прямо на місці, без позначення могили (так само поховані в тій самій церкві Ангеліка Кауфман та Рудольф Шадов). Некрологи опублікували данський еллініст Нільс Іверсен Скоу, а також дипломат-початківець Андреас Крістіан Герлєв і французький полімат Арсен Тібо де Берно.
Дітей Соегі взяли на виховання італійські та данські друзі його родини (Брун та Лабруцці). Бібліотеку вченого оцінено в 136 скуді, але розпродано тільки за 56. Торвальдсен сплатив борги в розмірі 343 скуді і 313 скуді витрат на похорон. У будинку Георга Соеги знайшли 3200 скуді готівкою, які передали банкіру Саверіо Шультейсу для забезпечення дітей антикознавця; опіку оформили на дядька покійного Карла Соегу зі Стендерупарда. Архів вченого викупила датська держава указом від 2 вересня в обмін на виплату пенсіону батька на користь його дітей. Син Фредерік мав отримувати 500 риксдалерів до повноліття, дочки Лаура та Емілія — по 200 риксдалерів до вступу в шлюб, їм також гарантувалося по 1000 риксдалерів на посаг. Усі ці умови були повністю виконані. Лаура померла у віці 23 років, вступивши у невдалий шлюб із пізанцем. Емілія ніколи не була одруженою і жила на державну пенсію до своєї смерті 1868 року. Фредерік Сальватор Соега навчався в тосканській академії в Прато, яку тоді вважали найкращою в Італії, далі навчався в університетах Геттінгена, Гіссена та Паризькому на хіміка. Його пенсіон королівським указом продовжено на п'ять з половиною років і 1828 року за заслуги батька замінено довічною пенсією 300 риксдалерів, яка виплачувалася аж до смерті Фредеріка Сальватора у Франції 1870 року.

## Інтелектуальна діяльність

### Наукова генеалогія. Морфологічний метод

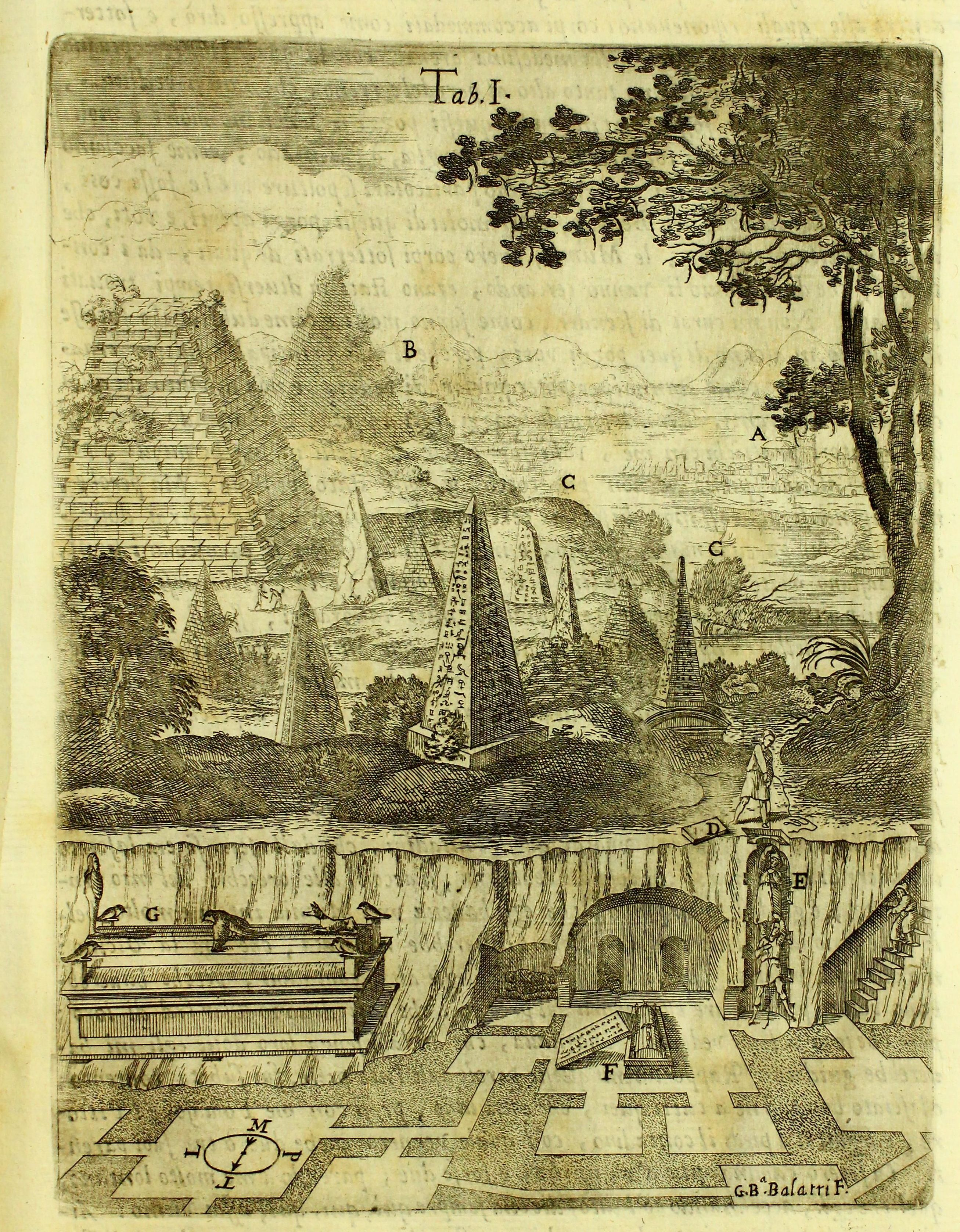
Гравюра з «Єгипетського Едіпа» Афанасія Кірхера: підземні гробниці та піраміди

В історії археологічної науки Георг Соега залишився як «найвизначніший вчений покоління, що йде після Вінкельмана». Лев Клейн простежив «генеалогію» інтелектуальної наступності Соеги, яка йшла лінією перетворення антикваріанізму в археологію у стінах німецьких університетів. Вчитель Соеги — Християн Готлоб Гейне — не був прямим учнем Вінкельмана, проте його власний наставник Йоганн Кріст уперше в Німеччині почав читати курси з історії мистецтва. Сам Гейне почав курс «археології мистецтва» в Геттінгені від 1767 року, його студент Йоганн Ернесті почав вести заняття з «археології літератури» в Лейпцизькому університеті. Прямим учнем Соеги був Фрідріх Велькер, який, у свою чергу, виховав Генріха Брунна та Йоганнеса Овербека.
У німецькому університетському середовищі XVIII століття поступово змінювалося ставлення до класичної філології, яка почала відокремлюватися від гуманістичного антикваріанізму приблизно на час переїзду в Рим Соеги. Філологи на той час зосередилися на питаннях герменевтики, віршованої метрики, літературного стилю; колишні антиквари прагнули реконструкції давнини загалом, сприймали її як єдиний простір всіх наук. В Італії ж антикваріанізм залишався шанованою науковою дисципліною, в рамках якої філологи займалися реконструкцією та інтерпретацією античних текстів, відновленням історичної лексики та синтаксису. Інакше кажучи, навіть у перші десятиліття XIX століття римські філологи мало відрізнялися за родом занять від своїх колег XV століття: для них мова була лише елементом цілокупного культурного простору. Проте антиквари, поглинені обмірами пам'яток, описом гліптики, монет чи типів вазопису, замкнулися на сфері античних інститутів та звичаїв, а гуманісти, випускники єзуїтських колегій, зосередилися на латинських текстах. Небагато вчених, які займалися еллінськими студіями, поступово смикалися зі сходознавцями.
На думку данського археолога Кнуда Фріса Йогансена, на вибір Соегою предмета свого вивчення — матеріальних залишків і предметів мистецтва — вплинули суто зовнішні обставини. Як і всі антиквари свого часу, він цікавився літературою: судячи з листування, 1789 року планував коментовані видання орфічних гімнів і гімнів Прокла як джерел з історії релігії, але не зміг реалізувати задуманого. Він не мав коштів на збирання власної бібліотеки: у будинку було небагато книг, тоді як у Римі на той час не існувало тимчасової книговидачі, а бібліотеки працювали лише в певний час і закривалися на численні церковні свята. Польові обміри та опис колекцій Борджіа робили вченого незалежним від наукової інфраструктури, наявної у Вічному місті; за багатством вмісту зібрання його патрона були унікальними для Європи того часу.
Шотландсько-американський культуролог Лайонел Госсман розглядав учених покоління Вінкельмана — Соеги — Шампольйона в контексті романтичної історіографії. На його думку, Вінкельман шукав (і знайшов у Античності) «справжній, прекрасний і незайманий образ Самості», споглядання якого було як найвищою метою, так і багатим джерелом натхнення. Соега, як син протестантського пастора, розглядав об'єкт історичного дослідження як той, що лежить за межами видимого і чуттєво сприйманого світу, від якого залишилися лише фрагментарні матеріальні та текстові залишки, що ледь піддаються інтерпретації. Єгипет цікавив його і як приклад культури, ближчої до первісного Божого творіння, істинного Одкровення, відокремленого від сучасного Соезі людства майже непереборною прірвою. Археологія вимагала від нього буквально розкопування минулого, оскільки, в дусі Просвітництва, Соега вважав минуле доступним для чуттєвого сприйняття. Фрідріх Велькер повідомляв у своїй біографії, що Соега довгі години проводив у гробницях і катакомбах Вічного міста, «безмовно розмовляючи з царством Персефони». Трактат Соеги про обеліски значною мірою був присвячений стародавнім похованням.
На думку Велькера, якщо Вінкельмана цікавило виражання в мистецтві (насамперед у скульптурі та поезії) духу та уяви народу, що створив його, то Соега намагався знайти трансцендентну реальність за межами минущої тілесної форми. Соега вважав, що зовнішні форми — це свого роду символічний шифр, і стверджував, що розуміння античної греко-римської культури буде спотвореним, якщо відітнути її від релігійних культів, зокрема й заупокійних. Вінкельманівська Греція для нього була пізнім витвором, заснованим на придушенні первинної мудрості, яку необхідно і можливо реконструювати за пізнішими перетвореними формами. На думку Л. Госсмана, саме цей підхід ріднив Соегу з Шампольйоном, який уважно вивчав праці данця щодо ієрогліфів. Соега ставив собі завдання дешифрування найдавнішої мови (у цьому разі єгипетської), асоційованої з Божественним творінням. Цю мову витіснили сучасні, а світ, який вчений описував, відрізнявся від сучасного і був несумісний з ним, але при цьому давня реальність і мова, що її описує, не були непізнаваними, хаотичними або невпорядкованими. Навпаки, що глибше в давнину, то досконалішим, практичнішим і раціональнішим було мистецтво та літературна мова, «коли поезія не поступалася ясністю прозі». Якщо Вінкельман стверджував, що мистецтво єгиптян було неповноцінним порівняно з класичною Елладою, то Соега намагався продемонструвати, що воно нічим не поступалося класичному естетичному канону. Це випливало з його загальної просвітницької установки, що чим ближче духовне око до первісного божественного творіння, тим більше гармонії і порядку можна віднайти.

### Соега та Християн Гейне

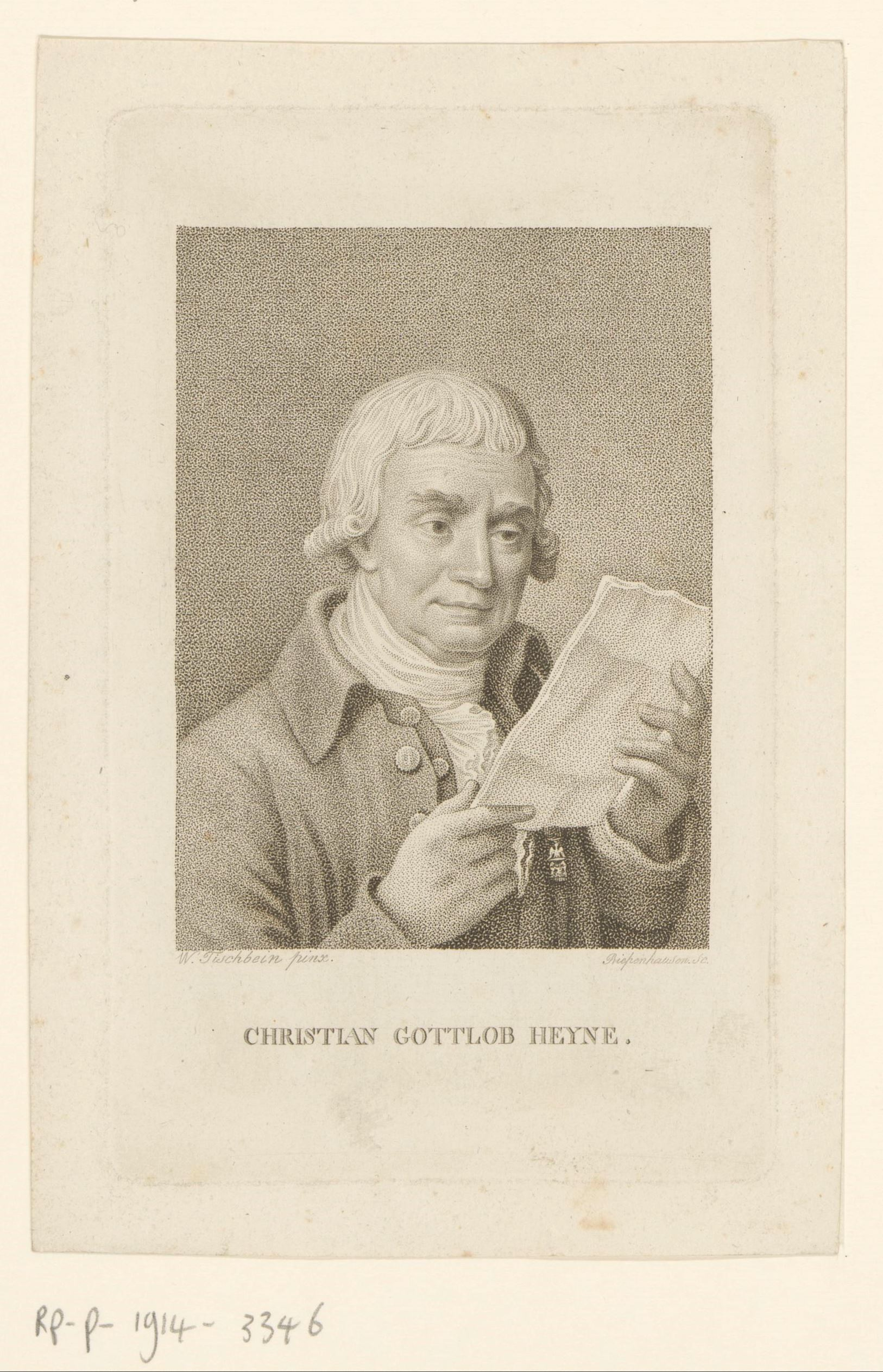
Християнин Готліб Гейне. Гравюра Вільгельма Тішбейна

Найтісніше спілкування між Георгом Соегою та професором елоквенції Християном Гейне в Геттінгені тривало від квітня 1773 до літа 1776 року, коли данський студент відвідував лекції та семінари з римської й грецької старовини, про Піндара, про історію римської літератури та про «Одіссею» Гомера. 1779 року він також відвідував семінари Гейне з археології, які на той час були відсутні в навчальній програмі інших європейських університетів. Постійне листування вчителя та учня велося після 1780 року в Римі, коли Соега свідчив, що Гейне надіслав йому опитувальник, який можна було заповнити лише оглядаючи відповідні пам'ятники. Ці дослідження Георг іменував «антикваріанськими» (нім. antiqvarische Studium) і в тому ж контексті неодноразово згадував найвищий рівень поваги, який вселяв йому вчитель з його «проникливим філософським поглядом і безтурботним духом». Особиста зустріч з Гейне відбулася в липні 1781 року, під час чергового візиту до Геттінгена. У листі до батька дослідник вказував, що ці розмови з учителем зіграли ключову роль у визначенні його життєвого покликання. Соега розумів, що науку археології ще не створено, і формулювання її конкретної мети ще попереду. Гейне, сформулювавши собі дослідницький план, давно підшукував відповідного молодого вченого, «чий дух міг би слідувати за його власним, не пов'язаним забобонами, й водночас спосненого достатнього ентузіазму, щоб присвятити всі свої сили виключно науці». Георг Соега дав клятву здійснити стільки, скільки зможе виконати, оскільки вже від часу першої подорожі до Італії схилявся до дослідження давнини.
Після 1784 листування Соеги та Гейне стає епізодичним. Однак у жовтні 1789 року Георг сповістив вчителя про появу свого каталогу олександрійських імператорських монет епохи Стародавнього Риму з колекції Борджіа. Гейне надіслав у відповідь довгий лист, у якому повністю вітав перехід Соеги до єгипетської археології і, як завжди, радив літературу. Втім, у наступному листуванні взяв гору критичний підхід. Гейне докоряв Соезі, що той надто довіряє джерелам греко-римської епохи, тоді як втрата змісту єгипетських ієрогліфів не дозволяє перевірити ще раз відомості, наведені пізнішими авторами. Втім, книгу про обеліски Гейне визнавав твором справжнього ерудита та знавця старожитностей. Так само високо вчитель оцінив книгу Соеги про римські барельєфи, яку проголосив «обітницею нової ери в мистецтвознавстві».
Німецький археолог Данієль Греплер звертав увагу на те, що, попри повагу до Гейне, постійно висловлюваної в листуванні, Соега майже не цитував його у власних трактатах. Тільки одного разу згадав його коментарі до Аполлодора та його трактати про мумій. Можливо, це пояснювалося недоступністю робіт Гейне в Римі. Не збереглися й конспекти лекцій Гейне, виконані Соегою; власне, взагалі відсутні джерела, які б показати в деталях ступінь сприйняття ідей вчителя Георгом. Проте зіставлення наукової спадщини Соеги та Гейне дозволяє зробити низку важливих висновків. Насамперед Соега засвоїв ідею Гейне, що археологічні свідчення дозволяють транслювати відомості, не відбиті в писемних пам'ятках. Проте згодом у Гейне розвинувся гіперкритицизм щодо писемних джерел, який Соега прагнув подолати зіставленням висновків мистецтвознавчого та речознавчого аналізу та критики писемних джерел. Гейне виступав із позиції встановлення достовірності історичних фактів та суворої раціональності висновків, взагалі заперечуючи важливість гіпотез, заснованих на «фантазіях». У цьому плані він передбачав гіперкритицизм позитивістів XIX століття. При цьому він залишався на позиціях антикваріанізму, оскільки уявляв знання про давнину як каталог усіх мислимих відомостей про минуле. Соега підхопив цю ідею, прагнучи створити словесно-візуальний опис усіх римських старожитностей, до якого поступово буде приєднано описи решти античних пам'яток. Це завдання класичні археологи продовжують реалізовувати і в XXI столітті.

### Георг Соега як мистецтвознавець

#### Агент академії витончених мистецтв

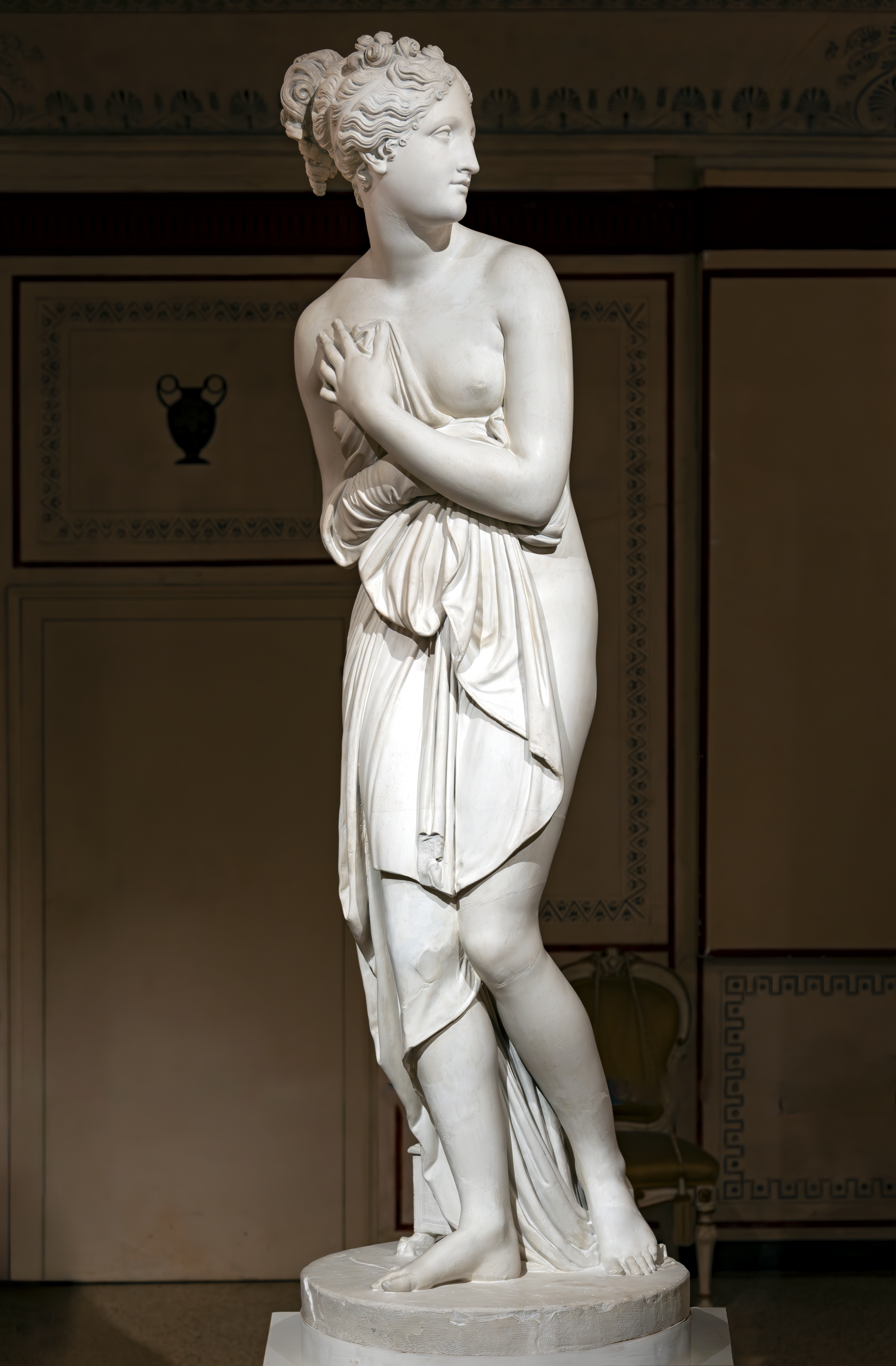
Венера Італійська роботи Антоніо Канови. 1804

У період 1790—1801 років Георг Соега регулярно надсилав звіти про сучасний стан мистецтва (зокрема, про пам'ятки, знайдені при археологічних розкопках) в Італії для королівської Академії витончених мистецтв у Копенгагені. Збереглося 45 таких документів, написаних данською мовою; у Данії їх регулярно поширювали серед усіх зацікавлених осіб, багато з них протягом 1798—1799 років навіть опубліковано в копенгагенському журналі «Мінерва». У протоколах Академії за цей період зазначено обговорення 37 звітів, зокрема й таких, що не збереглися в архіві вченого. 1789 року Соега отримав звання іноземного кореспондента спадкоємця Фредеріка, який був президентом Академії витончених мистецтв, при цьому вибір предметів опису залишався суто на його розсуд. Перший звіт датовано 10 лютого 1790 року, підсумки його обговорення стали формальним підґрунтям для обрання Соеги дійсним членом Академії. У наступні десять років вчений регулярно відвідував майстерні римських художників — італійських та іноземних — і відвідував кожну публічну художню виставку. З листування з'ясовується, що звіти Георг Соега був зобов'язаний писати данською мовою. Нарікаючи на відсутність у рідній мові мистецтвознавчої термінології, він наполягав, що слід писати німецькою, в чому йому було відмовлено. Так само він відверто зізнавався в дилетантизмі, що було лише формою ввічливого самоприниження в листуванні з найвищою особою.
У критичних текстах Соега повністю використовував метод і лексикон Вінкельмана та Менгса. Він оцінював твори мистецтва з погляду естетики неокласицизму, використовуючи поняття «форми», «виразності», «істинності», «простоти», «технічної досконалості». Мистецтвознавець Еспер Свенігсен стверджував, що кореспонденції Соеги «здаються хрестоматійними прикладами неокласичної художньої критики». При описі творів живопису англійського художника Г'ю Робинсона Соега скаржився на відсутність чіткості ліній і порушення принципу незмішування фарб, а також нарікав, що сучасні йому римські художники не дотримуються принципів, закладених Рафаелем. Дуже високо оцінював скульптури Антоніо Канови: «Серед італійців Канова — єдиний, у творчості якого ми знаходимо слідування як природі, так і античному зразку в поєднанні зі смаком, винахідливістю та щирим почуттям». Утім, «Ясона» Торвальдсена, зробленого пізніше, Соега вважав і своїм «тріумфом». Французьке мистецтво не подобалося Соезі, який бачив у ньому надмірну «театральність»: афективність та болісну елегантність, відсутність шляхетності, властивої еллінському мистецтву. Своє естетичне кредо Соега висловив у описі творів Ангеліки Кауфман: твір має бути не тільки бездоганним з погляду техніки, кольору та композиції, але й відповідати історичній правді та «пристойностям». Соега-вчений не упускав можливості розкритикувати твори мистецтва з позиції історичної науки: так, йому дуже не подобалися надгробки у формі піраміди, вбудованої у стіну. У картинах Йоганна Шмідта вченого дратувало те, що живописець замість читання грецьких першоджерел («вживання у звичаї та спосіб мислення древніх») звернувся до енциклопедії та зайнявся «дивним фантазуванням». З цього та багатьох інших прикладів Георг Соега робив парадоксальний на той час висновок, що класична міфологія та давня історія — малопридатні предмети для сучасних художників. Ця ідея стала центральною для звіту, датованого 17 квітня 1793 року; водночас це єдиний естетичний маніфест Соеги, де він теоретизував з приводу мистецтва. Уточнивши попередню думку, що грецьке мистецтво наслідується найповерховішим чином, без урахування контекстів і різниці між умовами життя в Стародавній Елладі та сучасній Європі, учений заявив, що новоєвропейська свідомість та естетичне сприйняття сягає середньовічного і продовжує саме його. При цьому Античність і Середньовіччя однаково чужі сучасній людині. Це був прямий розрив зі спадщиною Вінкельмана: хоча Георг Соега і визнавав, що наслідування античного канону зробило живопис і скульптуру естетичнішим, «сліпе копіювання стародавніх зразків змушує нас втратити більше, ніж знайти». Іншими словами, вчений-мистецтвознавець усвідомлював різницю форми та змісту, які якраз для Античності були нероздільні. Він мав повною мірою історичну свідомість і стверджував, що історичний розвиток полягає в розумовому прогресі, що неминуче означає, що новоєвропейська культура і наука у всьому обігнали Античність. Інтерес до Середньовіччя робить Соегу одним із попередників романтичного мистецтва та критики. Як зазначав Є. Свеннінгсен, «у певному сенсі ідеї Соеги з'явилися в потрібний час, але не в тій країні і не тією мовою». Він припустив, що якби той писав німецькою мовою, то нині його вважали б одним із головних теоретиків мистецтва рубежу XVIII—XIX століть.

#### Античні барельєфи

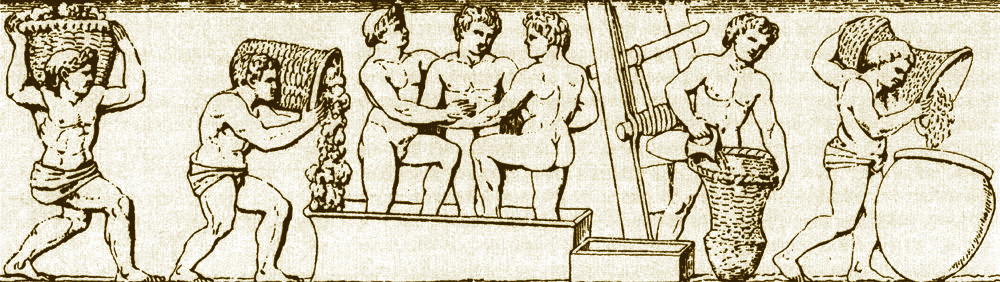
Промалюнок римського рельєфу з виноградарями роботи Георга Соеги

Георг Соега вивчав античне мистецтво приблизно від 1791 року. Мармурові скульптури, як й у Вінкельмана, були для нього граничною формою висловлювання класичного античного духу. Для вченого-систематизатора головним завданням стало розробити типологію образотворчого ряду римських барельєфів. Вибір барельєфів, а не круглої скульптури пояснювався його теоретичними поглядами: статуя за своєю природою висловлює єдину ідею та настрої, являючи собою «разове одкровення прекрасного». Барельєф значно ближчий до живопису, бо відтворює оповідь про певну ситуацію, дозволяючи проводити змістовний аналіз. При цьому барельєф утілював усю повноту античного мистецтва: красу форми, художність композиції, поетичну ідею та філософію міфу. Стимулом для роботи стало знайомство з ганноверським дипломатом, випускником Геттінгенського університету Ернстом Мюнстером. У червні 1794 року на його замовлення Соега написав італійською мовою статтю про аналіз міфологічних понять Тіхе та Немезиди; Велькер опублікував її в німецькому перекладі у виданні 1817 року. Тут повною мірою виявився синтез філології та мистецтвознавства, характерний для Соеги: він активно застосовував дослідження античних зображень. Аналогічну роботу зроблено в 1797—1798 роках для інтерпретації рельєфів на постаменті для мармурового жертовника з музею Пія-Клемента; вона також увійшла до публікації Велькера. Центральне місце у цій праці займав аналіз мотиву подання душі- Психеї в образі метелика. Тоді ж Соега зацікавився іконографією Мітри, про яку доповідав на засіданнях Національного Римського інституту 21 і 26 травня 1798 (третього та восьмого преріаля VI року Республіки). Дослідник пов'язував мітраїзм з орфічними культами. «Дисертації» Соеги про Мітру й Лікурга опубліковано в Данії 1801 року (стаття про іконографію Лікурга датувалась тим же роком), а потім Велькер переклав їх німецькою мовою.
Генеральну працю про римські барельєфи Соега створював італійською мовою. Як і у випадку з публікацією книги про обеліски, робота надмірно затягнулася через труднощі з гравіюванням зображень. Соега планував створити генеральний каталог усіх рельєфів на всіх пам'ятниках Риму, причому археологічні об'єкти вибудовувалися за алфавітом. В опублікованих томах йшлося про Палатин і віллу Альбані, описи цих пам'яток дозволили данському вченому повернутися до проблем міфів про Мітру, Кібелу й Геракла.

### Нумізматика

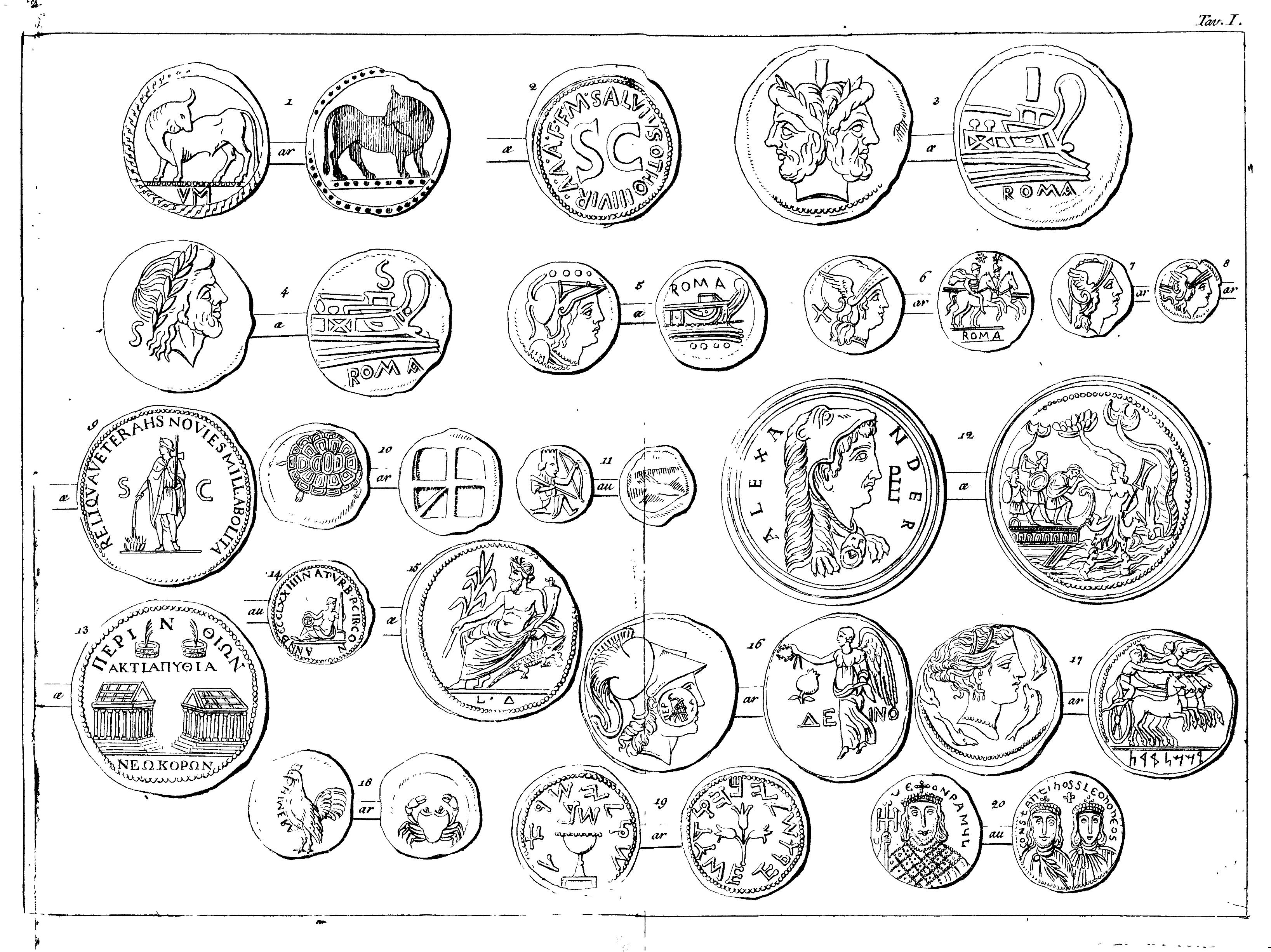
Одна з таблиць «Вступу до давньої нумізматики» Еккеля

Серед опублікованих праць Георга Соеги лише одна повністю присвячено нумізматиці — Numi Aegyptii imperatorii. На думку Даніели Вільямс і Бернарда Войтека, навіть у XXI столітті за охопленням матеріалу та змістом коментарів компендіум ученого XVIII століття зберігає цінність для дослідників олександрійських монет римського часу. У цьому томі достатньо автобіографічних пасажів, в яких розкриваються подробиці виникнення інтересу до цієї дисципліни та шляхів набуття професіоналізму. Одним із важливих джерел відомостей про діяльність Соеги як нумізмата була його листування з Фрідріхом Мюнтером 1785—1808 років. За всієї його обширності воно переважно присвячене вимогам Мюнтера, для якого Соега служив комісіонером та агентом (як згодом для Крістіана Рамоса). Чимале місце займає також обмін думками щодо технології карбування, проблеми ідентифікації монетних дворів античності та інші теми, які не виходять за коло стандартних інтересів антикварів. Особисте знайомство з Мюнтером відбулося ще 1779 року, при відвідуванні його будинку Георг дуже захопився сестрою Фрідріха. Надалі Мюнтер залишався вірним другом, який завжди відстоював інтереси Соеги на батьківщині.
Вчителем і наставником у сфері нумізматики для Соеги став Йоганн Еккель, з яким вони спільно працювали від 5 липня до 4 грудня 1782 року. Ще до знайомства з ним Георг Соега сформулював низку своїх основних підходів до дослідження античних монет: молодий учений стверджував, що в його час гостро не вистачало досліджень загального характеру та каталогів монет різних типів, тоді як наявні видання розглядали примітні або найрідкісніші екземпляри. Монети з грецькими написами були мало дослідженими. Це вимагало складання загальної типології поширеності монет і надалі опублікування загального каталогу з урахуванням критичного зіставлення матеріалів великих європейських зібрань. Наукове відрядження Соеги було пов'язане саме з цією роботою. Еккель на момент прибуття у Відень данця вже встиг зробити собі ім'я трактатом Numi veteres anecdoti (1775) і зведеним каталогом віденських монетних зібрань, виданим 1779 року. У цих компендіумах монети австрійської імператорської колекції згруповано за географічним принципом та подано в хронологічному порядку. Метод дозволив поєднувати продукцію монетних дворів, розташованих в історичних регіонах та на середземноморських островах.
У період співпраці з Еккелем Соега проводив у віденському мюнцкабінеті по шість годин на добу, зазвичай, опрацьовуючи монети однієї групи за один раз; посібником служили неопубліковані матеріали узагальнювального каталогу Doctrina numorum veterum, надані вчителем, а також рукопис його вступу до нумізматики для студентів. Соезі дозволили відвезти неопублікований підручник Еккеля «Kurzgefaßte Anfangsgründe zur alten Numismatik» до Рима, він надавав універсальний метод побудови та вивчення будь-якої нумізматичної колекції. Однак через життєві обставини данця листування зі вчителем відновилося лише 1785 року. Соега став одним із головних професійних контактів у кореспондентській мережі Еккеля; вони обговорювали широке коло питань нумізматики та епіграфіки, обмінювалися інформацією про археологічні розкопки на всій території Італії, зокрема в Габії. Соега охоче ділився малюнками та описами колекцій кардинала Борджіа, з якими постійно працював, ділився підрахунками числа поїздок до Єгипту імператора Адріана, виходячи з монетних легенд. Саме з листування з Еккелем можна дізнатися, коли саме Соега вирішив розширити предмет своїх розвідок, перейшовши від монет до реконструкції єгипетської релігії (монети зі священними зображеннями та формулами були відправною точкою); вчитель марно намагався повернути його «на шлях правдивий». Ймовірно, початок видання восьмитомного вступу у вивчення древніх монет Еккеля Doctrina numorum veterum, розпочатого друкуванням у 1792 році, також не могло стимулювати нумізматичних досліджень Соеги. Листування між ними обірвалося 1794 року якраз після виходу четвертого тома, присвяченого александрійським монетам.

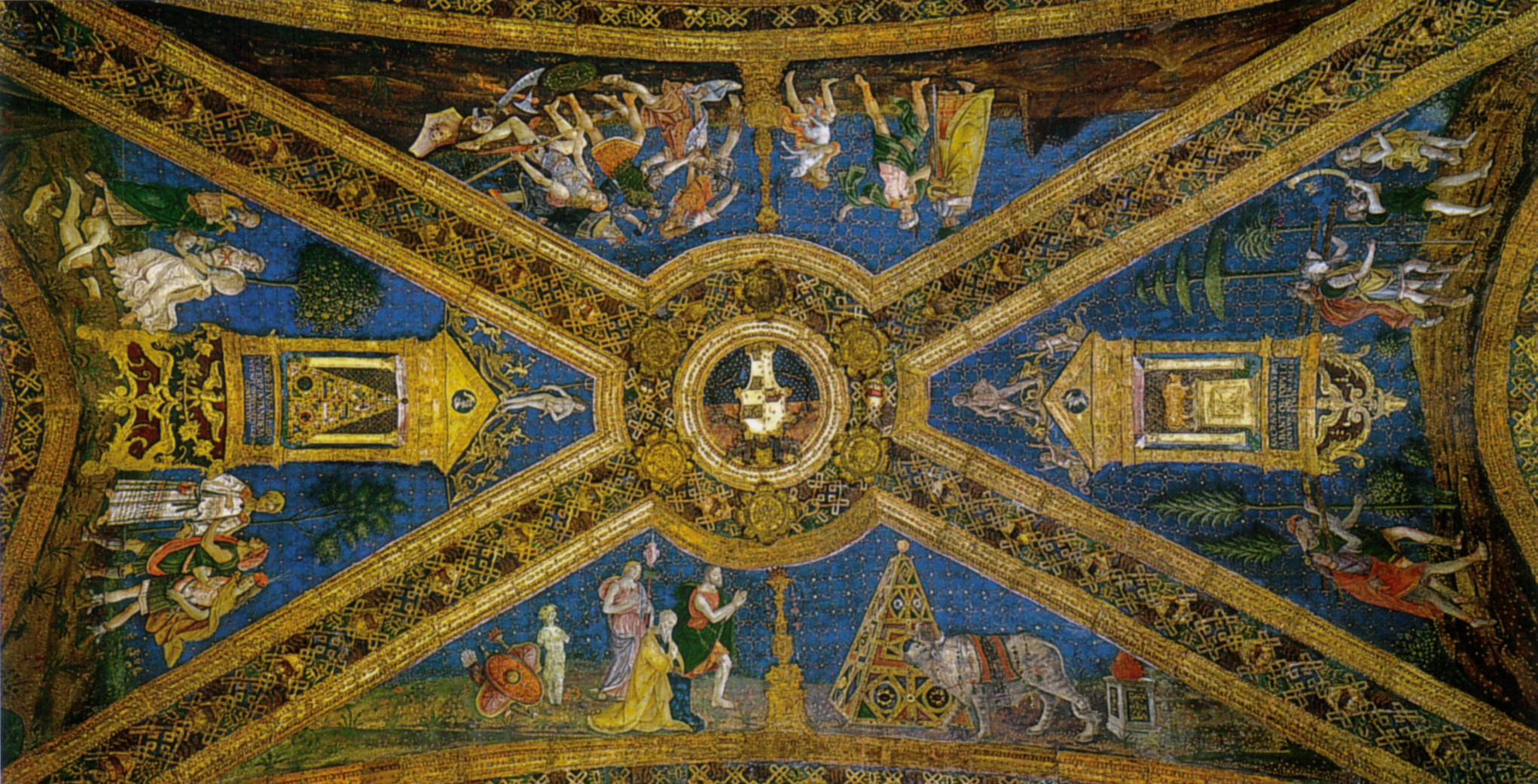
Пінтуріккйо. Плафон Зали святих в Апартаментах Борджіа із зображенням міфу про Ісіду та Осіріса

Перебуваючи в Римі, в червні 1783 року Соега отримав пропозицію кардинала Борджіа упорядкувати його колекцію грецьких монет. У листі до батька Георг зазначав, що вони лежали нерозсортованими у кількох пакетах. Вибір теми публікації — александрійських монет епохи імператорського Риму — спричинений бажаннями Стефано Борджіа, про мотиви яких нічого не відомо. Французький історик мистецтва Лоран Бріко проводив аналогії з Джованні Нанні да Вітербо — ченцем-домініканцем, секретарем Папи Римського Олександра VI Борджіа, який прагнув спростувати вплив грецької культури на розвиток Стародавньої Італії та протиставляв грекам єгиптян. Спираючись на Діодора Сицилійського, Джованні Нанні писав про подорож Осіріса-царя до Італії і виводив топонім «Апенніни» від імені бога Апіса; сімейство Борджіа, згідно з його викладками, походило від єгипетського Геракла, сина Осіріса. Цей міф ілюструвала фреска Пінтуріккйо у Ватикані із зображенням піраміди, Ісіди та Осіріса, а також бика Апіса. Соега прийняв пропозицію кардинала, оскільки в той період ще не думав залишатися в Римі, а на батьківщині йому пророкували посаду куратора королівського мінцкабінету. Наприкінці 1783 року до колекції Борджіа надійшло суттєве поповнення монет з Єгипту, що збільшило зібрання на третину. Наступне поповнення надійшло 1785 року з колекції монастиря Сан-Бартоломео аль-Ізола Тиберіна і так далі.
Каталог александрійських монет ніколи не був самоціллю Соеги, який розглядав його як джерелознавчу основу до задуманого ним дослідження єгипетського коріння історії людської культури. 1784 року кардинал відрядив данця у Флоренцію, Турин і Париж, де той знайшов безліч раніше невідомих єгипетських монет періоду від Марка Антонія до Траяна, які поповнили його каталог. У Парижі Соега мав можливість спілкуватися зі знаменитим абатом Бартелемі, відомим як автор «Подорожі юного Анахарсіса» та праць із дешифрування фінікійського та пальмірського письма. Соега розумів, що йому доведеться скласти новий компендіум, розміром в чотири або п'ять разів більший, ніж підготовлений ним у Римі, з новою системою нумерації і корпусом приміток.
Том «Numi Aegyptii imperatorii prostantes in museo Borgiano Velitris», що вийшов 1787 року, включав 404 сторінки тексту і 22 таблиці з гравірованими зразками монет. У передмові Соега описав 48 використаних джерел. Власне каталог об'ємом 345 сторінок включав опис 3560 монет. Лоран Бріко зазначив, що п'ятитомний каталог А. Гейзена та В. Вайзера, що вийшов у 1974—1983 роках, присвячений саме александрійським монетам, включав опис 3421 одиниці й не перевищував за обсягом публікації Соеги. Соега побудував класифікацію за хронологією царювання, поміщаючи монети із зображеннями імператриць після їхніх чоловіків. Перші зразки належали до часу Марка Антонія (всі з Парижа), останні з колекції Поукока — Ліцинія. Зразки із колекції Борджіа позначалися окремо римською нумерацією. Після опису монет йшов список єгипетських міст і номів у порядку появи на монетах, таблиця відповідностей років правління імператорів, відповідності римського та християнського юліанського календарів, а також додаток з доповненнями, виправленнями та ілюстраціями. Структура каталогу Соеги стала взірцевою для наступних видань. Перша рецензія вийшла у серпні 1788 року у виданні L'Esprit des journaux francois et étrangers, її можна назвати «захопленою». Еккель також високо оцінив точність описів Соеги та його прагнення врахувати й опублікувати всі можливі варіанти зображень, легенд та іншого, провести типологію римських провінційних монетних дворів. Втім, Еккелю здалася сумнівною ідея Соеги використати алегоричний метод для трактування монетних зображень, присвячених єгипетським культам та міфології. Тут датчанин виступив послідовником Атанасія Кірхера та Марсіліо Фічіно.

### Єгиптологія

#### Звернення Георга Соеги до досліджень Єгипту
Данський єгиптолог Томас Крістіансен за матеріалами архіву Соеги відносив його перші підходи до дослідження Єгипту до періоду 1781—1782 років. Навчання в німецьких університетах сформувало в ньому рішучість стати антикваром; цій меті служила також його наукова подорож. В інструкції міністра Гульдберга згадувалися і «єгипетські ідоли». Колекцію з 35 давньоєгипетських предметів, частина яких надійшли від Карстена Нібура, згадано в щоденнику Соеги від 15 квітня 1782, у записі йшлося про підготовку каталогу зібрання міністра. Ймовірно, хоча джерела про це мовчать, Соега багато почерпнув від художника Відевельдта, який перейняв інтерес до єгипетського мистецтва від Піранезі. Коли Відевельдт 1786 року опублікував ілюстрований каталог зібрання Гульдберга, у передмові йшлося про важливість максимально точної передачі об'єктів на ілюстраціях, без спотворень чи умоглядної «реставрації», — ідея, яку постійно згадує Соега у власних працях. Судячи з непрямих даних, Соега міг бути в анатомічному театрі Копенгагена 11 грудня 1781 року, коли професор Брюнніх розгорнув мумію із зібрання Гульдберга. Стипендія, присуджена Соезі, виплачувалася насамперед Миколі Крістоферу Каллу (1749—1823), із сім'єю якого Георг дружив у Копенгагені. Другим одержувачем був Андреас Вид, який вивчав у Римі ефіопську та коптську мови і першим зі вчених-данців став клієнтом кардинала Стефано Борджіа. Стипендіатом уряду взимку 1781—1782 років був Якоб Крістіан Адлер, який вивчав куфічні монети та коптські рукописи у зібраннях Борджіа. У кардинала Борджіа працював і Андреас Бірк, що працював із єгипетськими біблійними рукописами, який познайомив Соегу як зі Стефаном Борджіа, так і з майбутньою дружиною Марією Петруччолі. Перебуваючи на початку шляху до Рима, Соега відкрив на Фюні два єгипетські саркофаги, які місцеві жителі використовували як напувалки для коней; об'єкти придбав Абрахам Калл. Таким чином, Єгипет як предмет вивчення цікавив Соегу ще до того, як він облаштувався в Римі.

#### Єгипетська колекція Борджіа

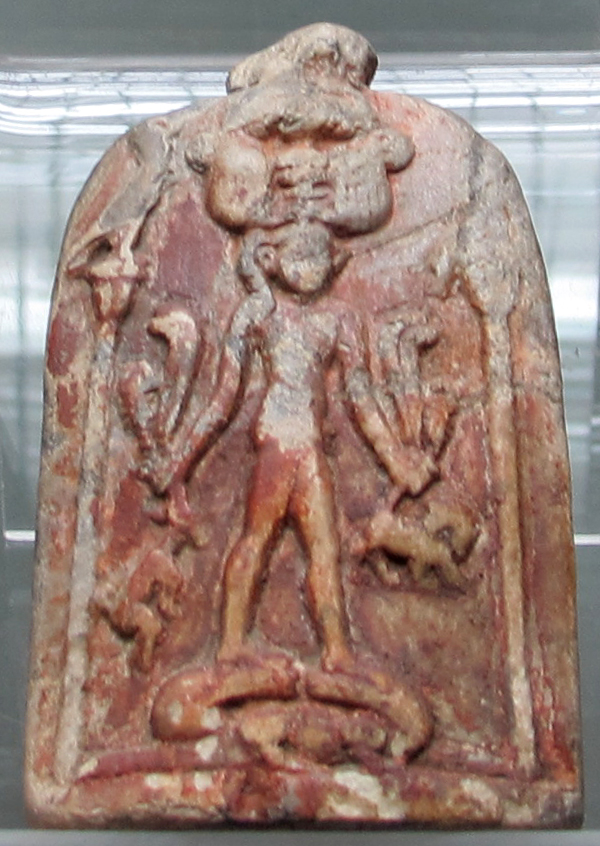
Амулет у вигляді стели з колекції Борджіа

Георг Соега виявився першим ученим, який спеціально розглядав єгипетську колекцію Борджіа як єдине ціле. Нині вона є ядром Єгипетського відділу Національного археологічного музею Неаполя. У джерелах кардинала Стефано Борджіа описують як активного церковного діяча, який не завжди підтримував мирні стосунки з папою Пієм VI. Однак для наступних поколінь головну роль зіграв його домашній музей, значення якого вийшло далеко за межі звичайного для аристократії кабінету рідкісностей. Колекція розвивалася у десяти тематичних напрямах, кожен із яких закріплено за запрошеним фахівцем: кардинал вважав за краще фінансувати молодих іноземних учених. За Соегою закріпили єгипетський напрямок; результатом роботи став каталог «Catalogo dei monumenti egiziani nel Museo Borgiano composto ed ordinato dal Sig. Giorgio Zoega dotto Danese nel mese di Ottobre del 1784». Збереглися дві його рукописні копії: одна в Королівській бібліотеці Копенгагена, друга в муніципальній бібліотеці Веллєтрі, де була резиденція кардинала. Копенгагенський рукопис включав детальний опис 628 об'єктів, але систематизація каталогу не була доведена до кінця. Рукопис із Веллетрі «Catalogo dei monmenti egiziani nel Museo Borgiano» переплетений і складається з 99 сторінок, матеріали на яких добре організовані: наведено не тільки описи предметів, а навіть розміри. Співробітниці Неаполітанського археологічного музею Росанна Піреллі та Стефанія Манеріль припустили, що копенгагенський рукопис був чернеткою та творчою лабораторією, а велетрійський — підготовленою до друку працею. Попри те, що копенгагенський каталог датовано 1784 роком, до нього додавалися аркуші близько 1790 року, і взагалі змістовно він значно докладніший: включає замальовки, нотатки вченого і відповідні цитати з античних текстів. Племінник кардинала Камілло Борджіа 1814 року на основі каталогу Соеги підготував опис єгипетської колекції, що увійшов до зібрання джерел з історії музеїв Італії та виданий Міністерством освіти лише 1878 року. Принцип організації у цьому виданні ґрунтувався на матеріалі виробів: дерево, камінь, бронза, фаянс тощо. Описано 583 предмети, які увійшли до зборів Неаполітанського музею, з них у каталозі 1989 року враховано лише 464. Якість роботи Соеги було настільки високим, що дозволило в 1980-і роки ототожнити пошкоджену мумію в картонажі зі Саккари (вона надійшла в колекцію 1785 року), а також оцінити діяльність антикварів двохсотрічної давності, які для підвищення комплектності виробів та їх ціни використовували для реставрації частини різних скульптур, саркофагів та інших виробів.

#### Обеліски
За визначенням єгиптолога Емануеля Марчелло Чампіні, публікацією монографії «Про походження та призначення єгипетських обелісків» Георг Соега позначив новий напрямок у підходах західної культури до спадщини фараонів, відштовхуючись від ренесансно-алхімічної концепції езотеричної мудрості єгипетської цивілізації. Встановлення обелісків, що залишилися від Стародавнього Риму на площах папської столиці в XVI—XVII століттях знаменувало панування герметичної доктрини і спроби її використання. Підхід Соеги контрастував тим, що він однозначно розглядав недешифровану ієрогліфіку як історичне джерело і спробував дати відповідь щодо значення обелісків для фараонової давнини. За словами Е. Чампіні, його метод полягав у комплексній реконструкції значення пам'ятки в сучасному та стародавньому контексті, при цьому в працях Соеги взагалі немає згадки про герметизм, тобто замість таємної «мудрості», доступної обраним, науковий аналіз був здатний отримати знання про давню культуру. Це було найвищим досягненням західної антикварної науки до дешифрування єгипетської писемності та появи єгиптології в сучасному значенні цього слова.
Папа Римський Пій VI 1787 року продовжував містобудівну політику своїх попередників. Наважившись спорудити три обеліски, що залишалися з давніх-давен у землі, понтифік розпорядився дізнатися більше про призначення та походження цих пам'яток. Після рекомендації кардинала Борджіа і виходу в світ книги про олександрійські монети, вибір припав на Соегу, тому з'явився апостольський наказ написати книгу про обеліски, який повністю відповідав інтересам данця. На гравірування єгипетських текстів для монографії Соеги понтифік асигнував 12 000 скуді, але робота затяглася й була завершена лише до 1800 року. Автор тим не менш наказав надрукувати на титульному аркуші 1797 і забезпечив книгу посвятою покійному римському єпископу. Тираж, попри смутний час, становив 1000 екземплярів, 100 з яких видано автору замість гонорару. Майже половина тиражу розійшлася серед поціновувачів і вчених в Англії, Соега активно радив книгу через друзів і знайомих, як наслідок, отримав прибуток 1100 скуді.
Першу частину майже 700-сторінкового тому присвячено обеліскам, спорудженим у місті Римі. Далі слідує опис пам'ятників, доступних в інших містах Італії та Європи, завершальна частина присвячена Єгипту та Ефіопії. Робота продемонструвала ерудицію Соеги щодо вивчення дорожніх записок мандрівників. Єгипет Соеги перегукується з культурною мапою класичної античності, опис йде вгору за течією Нілу. Тут багато згадок про храми та поховання, значення яких трактується за Гекатеєм Абдерським, а також переказано міф про Осіріса, ґрунтуючись на Діодорі Сицилійському. Дослідження писемності відштовхувалося від «Ієрогліфіки» Гораполлона, але враховувало всі згадки про ієрогліфіку в античній літературі. Соега передбачив побудови позитивістів майбутнього століття: давнина постає у своїх пам'ятках, зокрема й писемних, і головне завдання ученого — «змусити» заговорити її своєю мовою.

#### Соега та єгипетське письмо

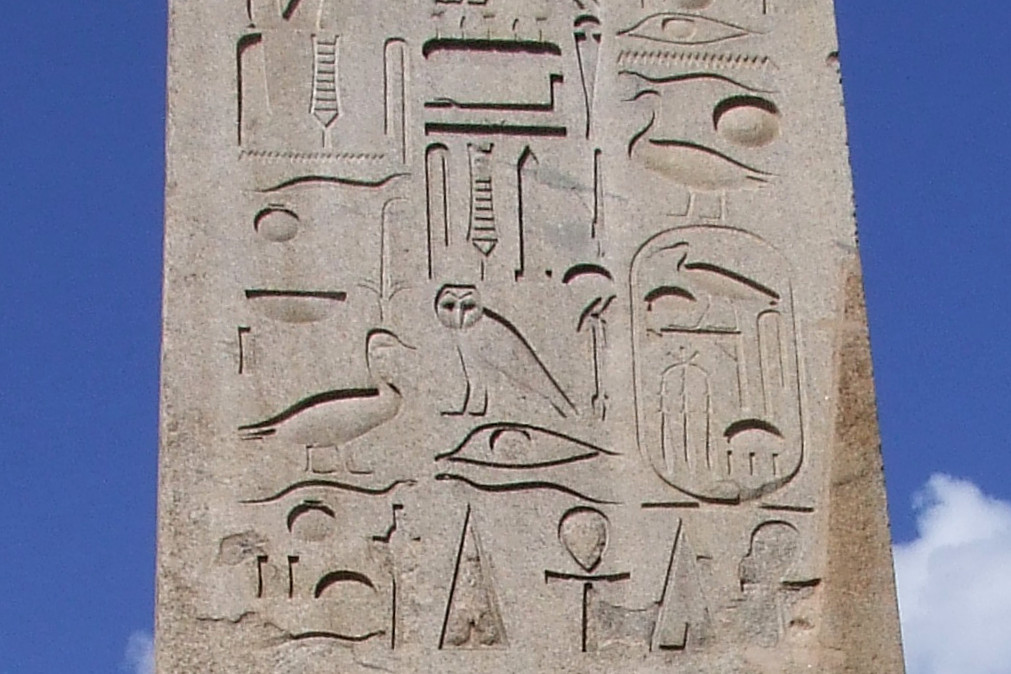
Ієрогліфічні знаки на Латеранському обеліску. Добре видно картуш

Ще 1784 року в одному з листів своєму другові К. Есмарху Соега намітив грандіозну дослідницьку програму. Її основою було дешифрування єгипетського письма, без якого складно уявити пізнання стародавньої цивілізації, щоб «розсіяти темряву, яка огортала Стародавній Єгипет від часів Мойсеєвих». Першими кроками в цьому напрямі було вивчення коптської мови та географії Єгипту, щоб надалі перейти до історії та релігії. Ймовірно, ці плани він обговорював і далі — принаймні вони були відомі його покровителю Гульдбергу 1787 року. Після папського наказу про дослідження обелісків Соега мав цілий рік для вивчення джерел; будівельники зробили для нього найточніші промалюнки всіх деталей зображень та письмових знаків.
У трактаті про обеліски 226 сторінок тексту присвячено ієрогліфіці. Соега мав намір використати коптську мову для прочитання ієрогліфічних знаків, але не залишив систематичного опису свого методу. Данський єгиптолог Пауль Йон Франдсен зазначав, що Соега, мабуть, «знав, що робить, і не мав потреби пояснювати це непосвяченим». В архіві вченого збереглися матеріали двох типів: систематизовані списки ієрогліфів та замальовки деяких доступних йому пам'яток, де замість ієрогліфів поставлено номери. Переважно він працював із текстами латеранського та неаполітанського пам'ятників. З паперів вченого випливає, що він розібрався з тим, що ієрогліфічні написи можуть мати різний напрямок, а також чітко зрозумів призначення картушів — «називання зазначеної власної назви». Всього в попередньому каталозі Соеги наведено 137 описів ієрогліфів (без будь-якого порядку), промалюнки 21 картуша та перелічено 53 групи знаків.
Дуже примітний окремий список 197 знаків, у якому їх поділено на 13 груп:
1. Числа.
2. Архітектурні деталі.
3. Вази.
4. Рослини.
5. Різні посудини.
6. Військові знаряддя.
7. Музичні інструменти.
8. Одяг.
9. Тварини.
10. Частини людського тіла.
11. Мумії.
12. Людські постаті.
13. Переплетені фігури.

Використовуючи коптську мову, Соега намагався читати ототожнені знаки фонетично. Так, він правильно зрозумів, що кружечок позначав Сонце і фонетично читався ре. Проте, мабуть, вчений не прийшов до думки, що стандартні частини ієрогліфічних знаків однаково читаються у всіх поєднаннях і не вимагають алегоричного тлумачення. Зображення скарабея та Ісіди могли означати для Соеги сім чи вісім різних смислів. Судячи з листування з Йоганном Еккелем і своїм учителем Гейне (які обидва були налаштовані скептично), до серпня 1792 данський учений зневірився у своїй здатності здійснити дешифрування ієрогліфів. Лише через десятиліття, дізнавшись про відкриття Розетського каменя (гіпсовий зліпок з якого доставлено до Парижа восени 1800 року), думуав повернутися до дешифрування ієрогліфіки, оскільки тричастинний напис був ключем до прочитання ієратики та ієрогліфіки, але цього не трапилося.

### Коптологія

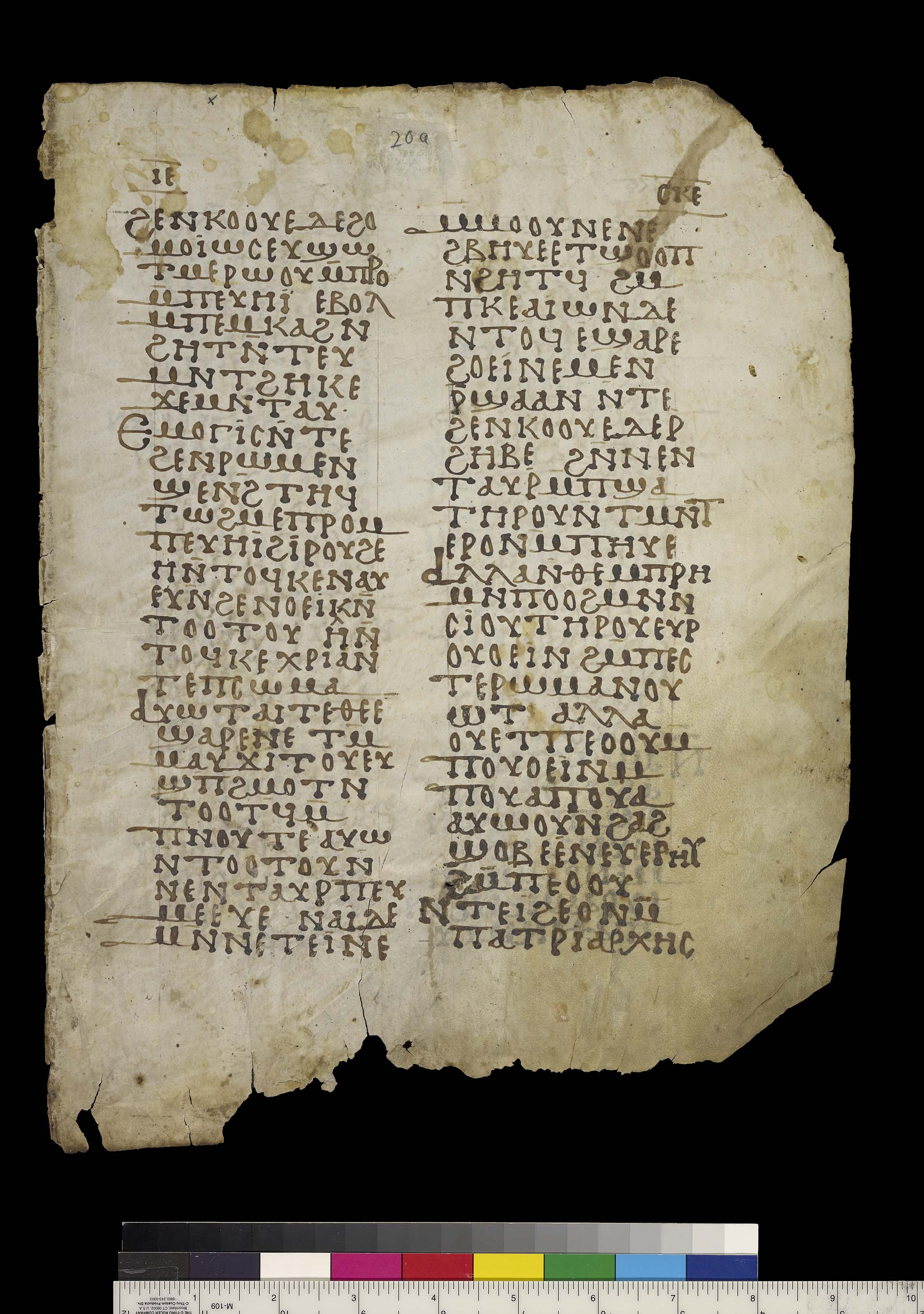
Сторінка рукопису з проповіддю Шенуте з бібліотеки Білого монастиря

Фахівці одностайно вважають «Каталог коптських рукописів» Соеги одним з найважливіших його наукових досягнень і суттєвою віхою в розвитку коптології як науки. За словами єгиптологині Анни Будорс, внесок Соеги в коптологію був по-справжньому новаторським і вирізнявся високим науковим рівнем. Каталогізуючи коптські рукописи зібрання Борджіа, він класифікував їх за мовними особливостям: написані на бохайрському діалекті (літургійна мова коптської церкви; Соега називав її «бахмурською»), фаюмському діалекті і саїдському, який у старій літературі називали «фіванським». Працюючи зі саїдськими рукописами праць патріарха Шенуте, він зіткнувся з принципово новими проблемами: наприклад, він мусив працювати з розрізненими аркушами папірусу або розплетеними зошитами, що містять різні, але близькі за змістом твори, які потрібно було зібрати за порядком і датувати, практично за відсутності елементів для порівняння. Результатом роботи стали ідентифікація 35 творів Шенуте, доти зовсім невідомих, і доведення, що саїдський діалект був літературною мовою коптської давнини, чий синтаксис і лексикон досягали максимальної складності та вишуканості. Вперше ці досягнення оцінив Шампольйон у його рецензії 1811 року, тоді як Етьєн Катрмер не мав про Соегу жодного уявлення. Наступні дослідження показали, що лише в п'яти випадках данець помилився з ототожненням текстів. Його публікації однієї проповіді Шенуте і витягів з другої в перекладі латинською мовою стали першими, доступними широкому колу дослідників. А. Будорс зазначала, що точне розуміння сенсу і передання стилю оригіналу Соегою (наприклад, омонімії, відбитої в його коментарях) були чудовими для епохи, коли не існувало якісних словників і граматик саїдського діалекту.
До початку роботи Соеги існував єдиний друкований каталог, випущений 1785 року в Болоньї Джованні Луїджі Мінгареллі, який і послужив початковим зразком і орієнтиром для роботи. Коптологія не входила до кола інтересів данця, і в листуванні працю з розбору коптських рукописів зібрання Борджіа згадано лише після 1789 року, причому Соега писав, що зайнявся цією роботою «неохоче». Стефано Борджіа явно висловив бажання бачити опублікованим каталог свого коптського зібрання в 1790 році, попри невдоволення Соеги. Розпрочавши вивчати мову, Георг Соега одразу усвідомив важливість саїдського діалекту та зробив його основним предметом своїх студій. Причина в тому, що саме саїдська частина зібрання Борджіа збільшувалася найшвидше і вимагала постійного перегляду класифікації. Звернувшись до проблем кодикології та палеографії, Соега першим у новій європейській історії зіткнувся з проблемою правильної ідентифікації кодикологічної одиниці: розрізненого зошита або аркуша, що належить до одного і того ж рукопису. Зайнятий своїм єгипетським проєктом, Соега спочатку мав намір доручити цю роботу данському священникові Вольфу Фредеріку Енгельбрету, але в результаті проробив всю роботу над каталогом сам. У цьому плані його робота була по-справжньому новаторською, оскільки Соега навіть надав зразки почерку і розташування тексту в описуаних рукописах, промальовуючи на накладеній кальці.
Робота не перервалася навіть після французької окупації Рима та арешту й конфіскації майна Борджіа. До липня 1798 чорновий варіант каталогу був готовий. Саме тоді й виникла ідея включити до каталогу якийсь текст Шенуте в перекладі, зважаючи на величезну історичну та літературну цінність його проповідей. Однак 1799 року було розгромлено видавництво Фульгоні, що спеціалізувалося на східних текстах, загинув і комплект коптських шрифтів. Лише до 1803 року рукопис було завершено остаточно, що й засвідчено в передмові. Описи поділено на три частини за діалектами: мемфіський, або бохайрський (82 одиниці; переважно рукописи з Ваді-ель-Натруна), басмирський, або фаюмський (3 одиниці) і саїдський: 312 рукописів, переважно з Білого монастиря в Сохазі. Усередині кожної мовної секції каталожні одиниці розподілено за жанрами. Бохайрські рукописи описано за ватиканською колекцією, яку привіз кіпрський єпископ Рафаель Тукі (1701—1787). Для кожного рукопису (цілих майже не було) вказано число аркушів, що залишилися, із зазначенням початкової нумерації сторінок, наведено опис шрифту і описано зміст, по можливості відтворено назву рукопису і колофон. У передмові Соега писав, що почав із біблійних рукописів на бохайрському діалекті, оскільки їх було найлегше ототожнити; це стало школою для дослідника. Далі він продовжив роботу з літургічними та святоотцівськими текстами на тому ж діалекті і тільки після цього міг звернутися до саїдських проповідей та житій. У Копенгагені зберігся рукопис Соеги для друкарні, за яким можна відновити метод його роботи. Після визначення змісту рукопису та повного «складання» кодикологічних одиниць вчений складав короткий опис, потім додавав транскрипцію оригіналу та латинський переклад фрагментів, які здавались йому особливо важливими. Окремо записувалися примітки, які при друкарському наборі поміщувалися у виноски.
Каталог Соеги побачив світ уже після його смерті завдяки інтересу з боку державного секретаря Святого Престолу Бартоломео Пакки та клопотів Бертеля Торвальдсена й Германа Шубарта. За словами єгиптологині і коптологині Паоли Бузі (Університет ла Сап'єнца), каталог Соеги є не тільки історичним свідченням зібрання Борджіа до його роз'єднання, але й зразком текстологічної та кодикологічної праці навіть для вчених XXI століття.

## Спадщина. Пам'ять

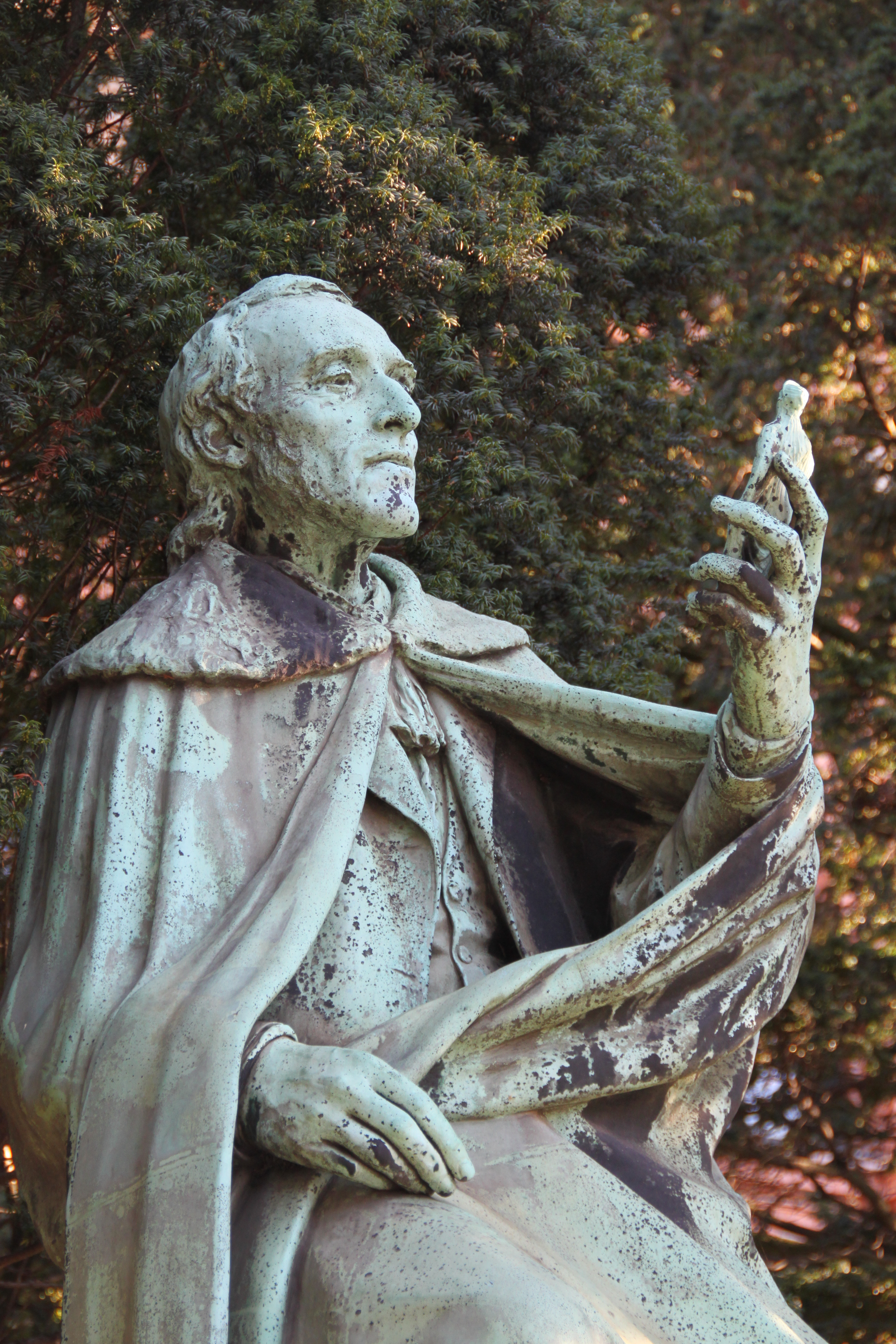
Верхня частина пам'ятника Соезі в Копенгагені

Після смерті Соеги всі його рукописи Бертель Торвальдсен склав у скриню і разом з молодим ученим Георгом Коесом доправили до будинку Вільгельма фон Гумбольдта, який тоді перебував у Римі. Саме Гумбольдт повідомив барона Шубарта про долю архіву, при цьому останній відверто заявив, що «не хоче, щоб якийсь італієць сунув носа в ці рукописи», і доручив Коесу описати та класифікувати папери. Роботу завершено 14 травня 1809 року, після чого опечатану скриню доставлено до Ліворно на віллу Шубарта «Монтенеро». Рівно через півроку, 14 листопада 1809 року рукописи Соеги придбано для Данської королівської бібліотеки, вони перейшли в її фонд 1811 року. Коес класифікував папери за 17 розділами, відповідно до яких було розставлено й рукописи в Копенгагені. Каталог Коеса складався з 60 аркушів формату ін-кварто; ймовірно, його розподіл відтворював принцип класифікації самого Соеги, якого сучасники вихваляли за зразкову організацію своїх праць. Коес забезпечив кожну одиницю свого каталогу позначками: «підготовлено до друку», «майже готово», «може підготувати до друку молодий вчений». Імовірно, данський уряд розглядав плани опублікування, але швидко відмовився від них. У березні 1813 року до всіх матеріалів архіву допущено Фрідріха Велькера, який переклав десять статей з данської та італійської мов для публікації 1817 року, а також використав листування для біографії Соеги, яка вийшла в двох томах 1819 року. У передмові Велькер відтворив класифікацію Коеса.
За оцінкою данського єгиптолога Йона Поуля Франсена, спадщина Соеги набула парадоксального статусу. Ще на початку XX століття його незмінно згадували серед фундаторів єгиптології як науки і називали «гігантом» антикознавства часів переходу від антикваріанізму до науки, але в принципі пам'ятали як «вчителя Торвальдсена» і сприймали як частину біографії скульптора, а не як самостійну фігуру. Праці Георга Соеги перевидавалися вкрай рідко. 1881 року на основі його архіву опубліковано біографію, написану Адольфом Йоргенсеном, а 1935 року вийшла невелика монографія археолога Кнуда Фріса Йогансена «Георг Соега і Рим». Далі вченого майже повністю забули на ціле століття. У 1967—2013 роках здійснено проєкт опублікування корпусу його листування, яке зберігалося в Королівській бібліотеці Данії та музеї Торвальдсена. Перший том, що включає тексти 1755—1785 років (зокрема листи батька), транскрибував та прокоментував Ейвін Андреасен. Він же до своєї смерті 1991 року встиг завершити підготовку матеріалів, які випущено за редакцією Карен Аскані та Єспера Свенігсена; шостий том видання склали докладні покажчики.
1904 року данський мистецтвознавець Фредерік Фріс опублікував статтю про портрети Соеги, яка на короткий час відродила до нього інтерес на батьківщині. Перший відомий портрет належав пензлю данця Йогана Германа Каботта і був виконаний для Академії Вольсков кардинала Борджіа 1786 року у вигляді профілю, вписаного в медальйон. Відомі також чотири малюнки, які виконав із 50-річного Соеги Бертель Торвальдсен: два ескізи, відомий профільний медальйон (поміщений на початку статті) та карикатура. У різних виданнях неодноразово репродуковано гравюру Сержана Марсо, що зображує вченого за розбором нумізматичної колекції. Гравюру замовлено для видання «Serie di vite et ritratti de famosi personaggi degli ultimi tempi», до якого між 1815—1818 роками увійшли понад триста зображень знаменитих людей свого часу. Століття вченого святкувалося в Данії з ініціативи броварника Карла Якобсена. У 1911 році на площі поблизу заснованої Якобсеном Нової гліптотеки Карлсберга в Копенгагені встановлено майже чотириметровий пам'ятник Соезі, виконаний Людвигом Брандструпом. Антикознавця зображено за розглядом стародавньої статуетки, плащ він перекинуто через руку на манер римської тоги. Цей скульптор раніше виконав профільний барельєф на надгробній плиті в римській церкві Сант-Андреа-делле-Фратте, встановленій 1907 року.
27—30 жовтня 2013 року в Римі та Болоньї відбулася міжнародна конференція «Забутий вчений Георг Соега», на якій проведено комплексну переоцінку його внеску в розвиток історії мистецтва, антикознавства, коптології та єгиптології, підтримки європейських культурних зв'язків, всього заслухано 27 доповідей. Головним організатором виступила куратор єгиптологічної колекції Болонського університету Данієла Піккі. На основі нововведених в обіг джерел та матеріалів конференції під редакцією Карен Аскані та Данієли Піккі 2015 року випущено колективну монографію.

## Роботи
- Numi Aegyptii imperatorii prostantes in museo Borgiano Velitris : adientis praeterea quotquot reliqua huius classis numismata ex variis museis atque libris colligere obtigit :  [лат.]. — Romae : Apud Antonium Fulgonium, 1787. — XII, 404 p.
- De origine et usu obeliscorum ad Pium Sextum Pontificem Maximum :  [лат.] / auctore Georgio Zoega Dano. — Romae : Typis Lazzarinii typographi cameralis, 1797. — viii, xl, 656 p.
- Il bassirilievi antichi di Roma incisi da Tommaso Piroli colle illustrazioni di Giorgio Zoega :  [італ.]. — Roma : Presso Francesco Bourlié, 1808. — XII, 268 p.
- Il bassirilievi antichi di Roma incisi da Tommaso Piroli colle illustrazioni di Giorgio Zoega :  [італ.]. — Roma : Presso Francesco Bourlié, 1808. — 314 p.
- Catalogus codicum Copticorum manuscriptorum qui in museo Borgiano Velitris adservantur : Cum VII tab. aeneis :  [лат.] / Auctore Georgio Zoega Dano. — Roma : typis Sacræ congregationis de propaganda fide, 1810. — xii, 663 p.
  - Catalogus Codicum Copticorum manuscriptorum qui in Museo Borgiano Velitris adservantur. (Opus Posthumum) cum VII. tabulis aeneis / auctore Georgio Zoega. Anastatischer neudruck der originalausgabe von 1810. — Leipzig : J. C. Hinrichs'sche Buchhandling, 1903. — xii, 633 p.
  - Catalogus codicum Copticorum manu scriptorum qui in Museo Borgiano Velitris adservantur / Avec une introduction historique et des notes bibliographiques par Joseph-Marie Sauget. — Hildesheim, New York : Georg Olms, 1973. — xliii, xii, 663 p. — ISBN 348704241X.
- Georg Zoegas Abhandlungen herausgegeben und mit Zusätzen begleitet von Friedrich Gottlieb Welcker :  [нім.]. — Göttingen : Dieterichschen Buchhandlung, 1817.
- Georg Zoëga: Briefe und Dokumente I / Hrsg. von Øjvind Andreasen und Karen Ascani. — København, Odense : Det Danske Sprog- og Litteraturselskab; I kommission af Syddansk Universitetsforlag, 1967. — XX, 405 p. — (Det Danske Sprog- og Litteraturselskab). — ISBN 87-7876-426-2.
- Georg Zoëga: Briefe und Dokumente II—VI / hrsg. von Øjvind Andreasen und Karen Ascani. — København : Munksgaard, 2013. — 2861 p. — (Det Danske Sprog- og Litteraturselskab). — ISBN 978-87-7533-023-2.